# Présidence de Dwight D. Eisenhower
34e président des États-Unis
Présidence de Harry S. Truman Présidence de John Fitzgerald Kennedy
La présidence de Dwight D. Eisenhower débuta le 20 janvier 1953, date de l'investiture de Dwight D. Eisenhower en tant que 34e président des États-Unis, et prit fin le 20 janvier 1961. Membre du Parti républicain, Eisenhower entra en fonction après avoir battu le candidat démocrate Adlai Stevenson lors de l'élection présidentielle de 1952. Il fut réélu quatre ans plus tard à une large majorité face au même adversaire. À la suite de l'élection présidentielle de 1960, le démocrate John Fitzgerald Kennedy lui succéda à la Maison-Blanche.
La présidence d'Eisenhower, qui faisait suite à vingt ans de présence démocrate au pouvoir, coïncida avec la première phase de la guerre froide qui opposait les États-Unis à l'URSS. Eisenhower élabora une politique New Look qui mettait l'accent sur la dissuasion nucléaire afin de prévenir les conflits militaires et initia la constitution d'un important stock d'armes atomiques ― assorti du matériel de projection correspondant ― tout au long de ses deux mandats. Peu après son entrée en fonction, il négocia la fin de la guerre de Corée qui déboucha sur une partition de ce pays et promulgua en 1956 la doctrine Eisenhower qui visait à accroître l'implication américaine au Moyen-Orient à la suite de la crise de Suez. En réponse à la révolution cubaine, l'administration Eisenhower rompit les relations diplomatiques avec Cuba et échafauda un plan d'invasion de l'île par des exilés cubains qui se solda ultérieurement par le fiasco de la baie des Cochons. Eisenhower autorisa également la CIA à mener des « actions secrètes » pour renverser des gouvernements étrangers comme dans le cas de l'Iran en 1953 ou du Guatemala en 1954.
En politique intérieure, Eisenhower mit en œuvre une politique de « républicanisme moderne » qui se voulait à mi-chemin des démocrates progressistes et de l'aile conservatrice du Parti républicain. Partisan d'un budget en équilibre mais plutôt hostile aux baisses d'impôts, « Ike », comme il était surnommé communément, élargit le programme de sécurité sociale et maintint les programmes d'aides introduits lors du New Deal. Il développa le réseau des autoroutes inter-États, un projet d'infrastructure massif qui prévoyait la construction de dizaines de milliers de kilomètres de voies rapides. Après le lancement réussi du satellite Spoutnik 1 par les Soviétiques, il signa par ailleurs une loi qui donnait naissance à la NASA (l'Agence spatiale américaine) et fit de la course à l'espace une priorité face à l'URSS. Bien qu'opposé à l'arrêt de la Cour suprême Brown v. Board of Education qui mettait fin à la ségrégation raciale dans les écoles publiques, Eisenhower envoya l'armée en Arkansas afin d'imposer les décisions de justice prises en faveur de l'intégration et ratifia la première loi d'importance sur les droits civiques depuis la fin de la Reconstruction.
Triomphalement réélu en 1956, Eisenhower demeura populaire tout au long de sa présidence mais le lancement de Spoutnik 1 par les Soviétiques et un marasme économique contribuèrent à l'échec des républicains lors des élections de mi-mandat de 1958. En dépit de la courte défaite de son vice-président Richard Nixon face à Kennedy en 1960, Eisenhower était toujours admiré au moment de quitter ses fonctions mais la plupart des observateurs considéraient qu'il n'avait été qu'un président inactif ― une vision qui perdura et cessa lors de la publication de ses archives privées dans les années 1970. Il est aujourd'hui systématiquement évalué par les universitaires et les politologues comme l'un des dix plus grands présidents de l'histoire américaine.

## Élection présidentielle de 1952

### Nomination du Parti républicain
En vue de l'élection présidentielle de 1952, le Parti républicain se préparait à tenir, un peu plus tôt dans l'année, une convention qui devait lui permettre de désigner son candidat à ce scrutin. Le général Dwight D. Eisenhower et le sénateur de l'Ohio Robert Taft étaient considérés comme les mieux placés pour décrocher l'investiture mais le gouverneur de Californie Earl Warren et l'ancien gouverneur du Minnesota Harold Stassen étaient également candidats. Taft, en tant que chef de file des républicains conservateurs ― foncièrement hostiles au New Deal et partisans d'une politique étrangère non-interventionniste —, avait déjà brigué à deux reprises l'investiture du Grand Old Party mais avait dû s'incliner face à Wendell Willkie (en 1940) et Thomas Dewey (en 1948).
Candidat républicain à la présidence en 1944 puis en 1948, Dewey était issu de l'aile modérée du parti ; ses membres, principalement originaires des États de l'est du pays, étaient plutôt favorables au New Deal et prônaient une forme d'interventionnisme dans le cadre de la guerre froide. Alors que l'échéance électorale de 1952 se rapprochait, Dewey refusa de concourir à nouveau mais lui et d'autres modérés s'activèrent pour favoriser l'émergence d'un « ticket » conforme à leurs idées. À cette fin, ils constituèrent, en septembre 1951, un mouvement baptisé Draft Eisenhower (« Recruter Eisenhower ») qui se proposait de convaincre le général de participer à l'élection présidentielle. Deux semaines plus tard, lors de la réunion de la National Governors' Conference, sept gouverneurs républicains soutinrent la candidature d'Eisenhower. Celui-ci, qui occupait alors le poste de commandant suprême des forces alliées de l'OTAN, était depuis longtemps pressenti pour succéder au président démocrate Harry S. Truman mais sa répugnance à l'égard de la politique partisane rendait la chose incertaine. Eisenhower était cependant troublé par les conceptions isolationnistes de Taft, en particulier son opposition à l'OTAN, qu'Eisenhower considérait au contraire comme un important moyen de dissuasion face à l'Union soviétique. Il était également préoccupé par la corruption qui, selon lui, s'était répandue dans les plus hautes sphères du gouvernement fédéral au cours de la présidence de Truman.
À la fin de l'année 1951, Eisenhower laissa entendre qu'il ne s'opposerait pas aux efforts déployés pour inscrire son nom sur le ticket républicain même s'il refusait toujours de briguer activement l'investiture. En janvier 1952, le sénateur Henry Cabot Lodge, Jr. annonça qu'il serait possible de voter pour Eisenhower lors de la primaire du New Hampshire au mois de mars, alors que le général n'était pas encore officiellement candidat. Le résultat de ce scrutin fut nettement à l'avantage d'Eisenhower qui l'emporta avec 46 661 voix contre 35 838 pour Taft et 6 574 pour Stassen. En avril, Eisenhower démissionna de son poste de commandant de l'OTAN et rentra aux États-Unis. Les partisans de Taft, loin d'être résignés, disputèrent âprement les primaires suivantes et, au moment de l'ouverture de la convention nationale républicaine en juillet, il était impossible de savoir qui, de Taft ou d'Eisenhower, décrocherait la nomination.
Lors de la convention qui se tint à Chicago, les représentants de la campagne d'Eisenhower accusèrent Taft de « voler » des votes de délégués dans les États du Sud, au prétexte que les partisans de Taft avaient, à la convention, refusé des places de délégués aux soutiens d'Eisenhower au profit de délégués pro-Taft. Lodge et Dewey avancèrent une solution, baptisée Fair Play, qui consistait à évincer les délégués pro-Taft dans ces États et à les remplacer par des délégués pro-Eisenhower. Taft et ses alliés nièrent farouchement les accusations mais la convention adopta le principe du Fair Play par 658 voix contre 548 et Taft perdit le soutien de nombreux délégués sudistes. À l'inverse, Eisenhower bénéficia du ralliement de plusieurs délégations d'États demeurées jusque-là en retrait, comme le Michigan et la Pennsylvanie, ainsi que de celui de Stassen qui appuya sa candidature, ce qui permit au général d'emporter la nomination au premier tour de scrutin. Le candidat à la vice-présidence, le sénateur de Californie Richard Nixon, fut ensuite désigné par acclamation. Le choix de Nixon avait été discuté dès avant la convention par l'équipe de campagne d'Eisenhower qui avait été séduite par sa jeunesse (39 ans) et par son anticommunisme viscéral.

### Scrutin général

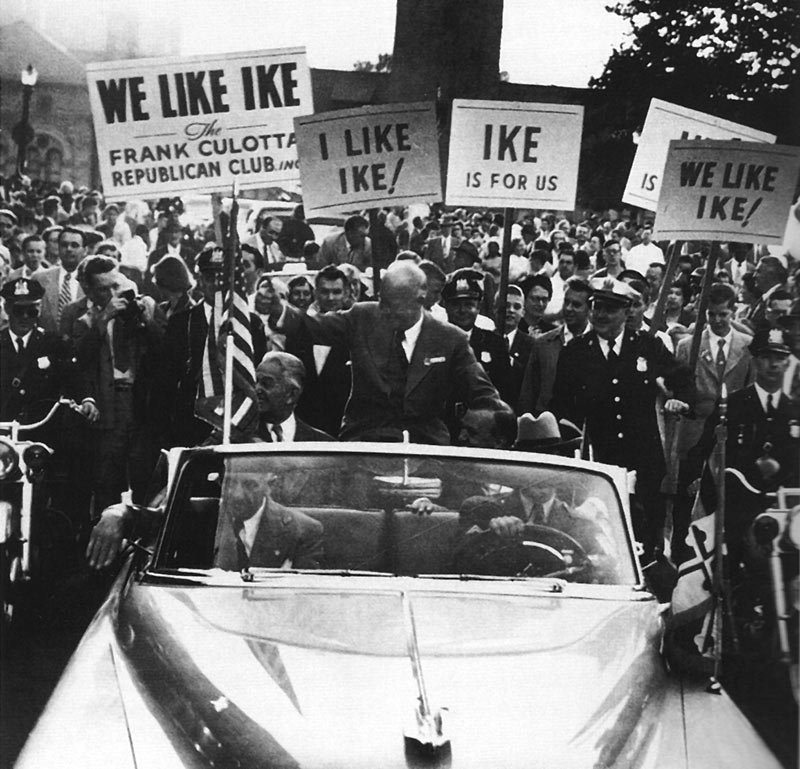
Eisenhower en campagne à Baltimore, dans le Maryland, en septembre 1952.

Le président démocrate en fonction, Harry S. Truman, était au plus bas dans les sondages et renonça à se représenter pour l'élection de 1952. Dans le cadre d'une compétition très ouverte et incertaine, le gouverneur de l'Illinois Adlai Stevenson décrocha la nomination de son parti à la convention démocrate de Chicago au troisième tour de scrutin. Le sénateur de l'Alabama John Sparkman fut choisi en tant que colistier. Les délégués de la convention se dispersèrent avec le sentiment de disposer, en la personne de Stevenson, d'un candidat sérieux et prêt à mener une campagne efficace. Stevenson ne tarda pas à prononcer plusieurs discours très soignés dans divers États dont le ton séduisit les intellectuels et les universitaires mais qui donna l'impression à certains commentateurs politiques qu'il s'exprimait dans un registre supérieur à celui de la plupart de ses auditeurs ; ceci, combiné à sa calvitie et son allure d'intellectuel, lui valurent le surnom de « crâne d'œuf ». Son principal handicap, cependant, résidait dans l'impopularité de Truman. Alors même que Stevenson n'avait pas fait partie de l'administration en place, son bilan en tant que gouverneur passa largement inaperçu aux yeux des électeurs qui le confondirent le plus souvent avec celui du président sortant. L'historien Herbert Parmet écrit à ce sujet que Stevenson « ne parvint pas à dissiper le sentiment général que, pour une Amérique divisée, déchirée par la paranoïa et incapable de comprendre ce qui avait perturbé la tranquillité anticipée du monde d'après-guerre, le temps du changement était vraiment arrivé. Ni Stevenson ni personne d'autre n'aurait pu dissuader l'électorat de son désir de répudier le "trumanisme" ».
De leur côté, les républicains s'efforcèrent de capitaliser sur l'incomparable popularité de leur champion. Eisenhower voyagea dans 45 des 48 États de l'Union, où son statut de héros de guerre et son franc-parler enthousiasmèrent les foules venues en nombre pour l'entendre discourir depuis la plateforme arrière de son train de campagne. Dans ses allocutions, Eisenhower ne mentionnait jamais directement le nom de son adversaire et critiqua sans relâche ce qu'il pensait être les principaux échecs de l'administration Truman : « Corée, communisme et corruption ». En plus de ses discours, Ike s'adressa aux électeurs grâce à des spots télévisés ne dépassant pas les 30 secondes et l'élection de 1952 fut la première au cours de laquelle le petit écran joua un rôle majeur. En politique intérieure, Eisenhower dénonça l'influence croissante du gouvernement fédéral sur l'économie mais plaida en faveur d'un rôle accru des États-Unis dans la lutte contre le communisme à l'échelle internationale. D'une manière générale, Eisenhower épousa une bonne partie de la rhétorique et des positions tenues à l'époque par le Parti républicain et la plupart de ses déclarations publiques avaient pour but de séduire les partisans de l'aile conservatrice de Taft.

Résultats de l'élection présidentielle américaine de 1952.

Une affaire potentiellement dévastatrice pour le camp républicain éclata lorsque Nixon fut accusé par plusieurs journaux d'avoir reçu 18 000 $ de « cadeaux » non déclarés de la part de riches donateurs californiens. Eisenhower et ses conseillers envisagèrent alors sérieusement de remplacer Nixon sur le ticket mais ce dernier répondit aux attaques dont il faisait l'objet dans un discours télévisé retransmis à la nation le 23 septembre. Au cours de cette prestation, surnommée le Checkers Speech, Nixon réfuta les allégations portées contre lui, donna un compte-rendu détaillé de son modeste patrimoine et fit l'éloge de la candidature d'Eisenhower. Le point culminant du discours fut le moment où il admit qu'un de ses soutiens avait offert à sa famille un petit chien nommé « Checkers » que ses filles adoraient et qu'elles n'étaient pas disposées à rendre. La défense de Nixon fut accueillie par une vague de soutien qui convainquit Eisenhower de le garder sur le ticket,.
En définitive, le poids de la guerre de Corée, la menace communiste, les scandales de l'administration Truman et la popularité d'Eisenhower eurent raison de la campagne de Stevenson. Le jour de l'élection, le candidat républicain remporta une victoire écrasante avec 55,2 % du vote populaire et 442 voix au sein du collège électoral, contre seulement 44,5 % des suffrages et 89 votes de grands électeurs pour son rival démocrate. Eisenhower rafla tous les États à l'exception du Sud et arriva également en tête en Virginie, en Floride et au Texas, qui ne s'étaient prononcés en faveur des républicains que pour la deuxième fois depuis la fin de la Reconstruction. Lors des élections législatives qui se déroulèrent à la même période, les républicains obtinrent la majorité dans les deux chambres du Congrès.

## Investiture

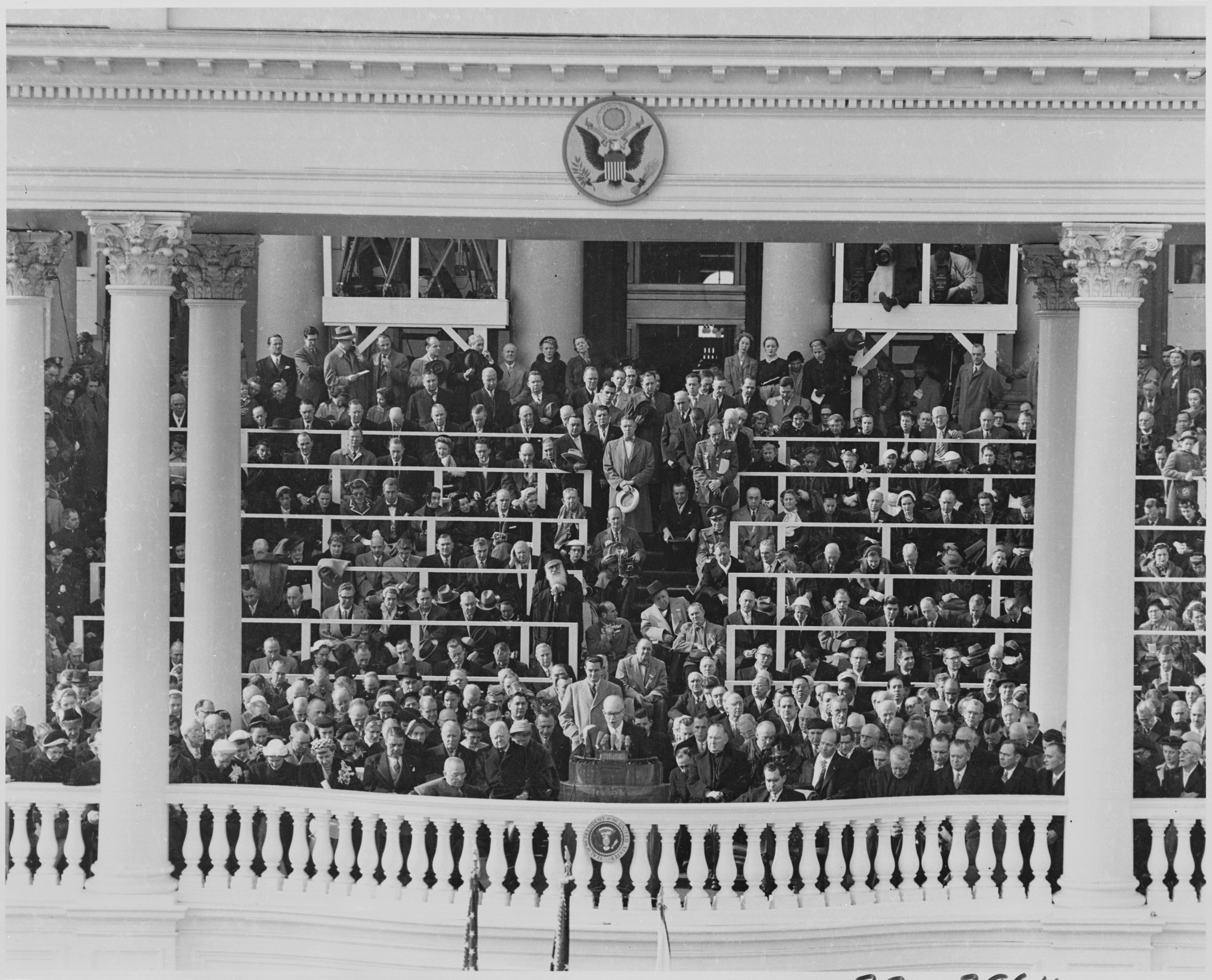
Le président Eisenhower prononçant son discours inaugural le 20 janvier 1953.

Eisenhower fut assermenté en tant que président le 20 janvier 1953, sous l'autorité du juge en chef Fred M. Vinson. Il est le seul militaire américain élu à la présidence au cours du XXe siècle et, à 62 ans, le président-élu le plus âgé depuis James Buchanan en 1856. Comme Eisenhower avait constamment refusé de rendre visite à Truman pendant la période de transition présidentielle, ce dernier refusa d'assister à l'investiture de son successeur. Pour sa prestation de serment, Eisenhower utilisa, outre sa Bible personnelle, un exemplaire du livre saint utilisé lors de la première investiture de George Washington en 1789. Dans son discours inaugural, il rappela que « les forces du bien et du mal sont massées, armées et opposées comme cela a rarement été le cas dans l'histoire » et en appela à une ère de concorde internationale dans laquelle les États-Unis devaient jouer un rôle moteur :

« Nous sommes donc persuadés, par nécessité et par conviction, que la force de tous les peuples libres réside dans l'unité ; leur péril, dans la discorde. Pour donner corps à cette unité et relever le défi de notre temps, le destin a confié à notre pays la responsabilité de diriger le monde libre. À ce titre, il convient une fois de plus d'assurer à nos amis que, dans l'exercice de cette responsabilité, nous, Américains, connaissons et observons la différence entre la direction du monde et l'impérialisme, entre la fermeté et la truculence, entre un objectif mûrement réfléchi et une réaction spasmodique aux stimuli de l'urgence. Nous souhaitons que nos amis du monde entier le sachent avant tout : nous faisons face à la menace, non pas avec crainte et confusion, mais avec confiance et conviction. »

## Composition du gouvernement

### Cabinet
Eisenhower confia la formation de son cabinet à deux de ses proches collaborateurs, Lucius D. Clay et Herbert Brownell Junior ; ce dernier, ancien conseiller juridique de Dewey, fut nommé procureur général. Le poste de secrétaire d'État revint à John Foster Dulles, un républicain réputé pour son expertise dans le domaine de la politique étrangère et qui avait participé à l'élaboration de la Charte des Nations unies et du traité de San Francisco. Au cours de ses six années à la tête du département d'État, Dulles parcourut près de 900 000 km. En dehors du cabinet, Eisenhower choisit Sherman Adams pour exercer les fonctions de chef de cabinet de la Maison-Blanche tandis que le frère du président Milton S. Eisenhower, un important directeur d'université, fut un conseiller influent. Eisenhower créa également le poste de conseiller à la sécurité nationale dont Robert Cutler fut le premier titulaire.
Pour les autres nominations du cabinet, le président s'attacha à recruter des dirigeants de grandes entreprises : Charles Erwin Wilson, le PDG de General Motors, fut ainsi le premier secrétaire à la Défense d'Eisenhower. En 1957, il fut remplacé par le président de Procter & Gamble, Neil H. McElroy. Pour le poste de secrétaire au Trésor, « Ike » désigna George Humphrey, dirigeant de plusieurs sociétés d'acier et de charbon ; quant au ministre des Postes Arthur Summerfield et au premier secrétaire à l'Intérieur Douglas McKay, ils étaient tous deux distributeurs d'automobiles. L'ancien sénateur Sinclair Weeks hérita du secrétariat au Commerce. Eisenhower jeta enfin son dévolu sur Joseph Dodge, un banquier qui avait une grande expérience des affaires gouvernementales, pour être le directeur du Bureau de la gestion et du budget ― lequel, sous la présidence d'Eisenhower, bénéficia pour la première fois d'un statut ministériel.
Les autres ministres furent sélectionnés en fonction de critères plus politiques. Ezra Taft Benson, un représentant haut placé de l'Église de Jésus-Christ des saints des derniers jours, devint secrétaire à l'Agriculture ; il fut de la sorte le seul membre du cabinet affilié à l'aile conservatrice de Taft. Pour diriger le département de la Santé, de l'Éducation et des Services sociaux nouvellement créé, Eisenhower fit appel à Oveta Culp Hobby, chef du Women's Army Corps, qui fut la deuxième femme de l'histoire à intégrer le cabinet. Martin P. Durkin, président démocrate du syndicat des plombiers et des tuyauteurs, fut nommé secrétaire au Travail et une blague se répandit selon laquelle le cabinet initial d'Eisenhower était composé de « neuf millionnaires et d'un plombier ». Mécontent de la politique du travail d'Eisenhower, Durkin démissionna moins d'un an après son entrée en fonction et fut remplacé par James P. Mitchell. En 1959, le président essuya une défaite symbolique importante lorsque sa nomination de Lewis Strauss au poste de secrétaire au Commerce fut rejetée par le Sénat, en partie à cause du rôle joué par Strauss dans l'audition de sécurité de Robert Oppenheimer.
Du fait de son désintérêt pour la vie politique, Eisenhower délégua en grande partie la gestion du Parti républicain à son vice-président, Richard Nixon. Eisenhower était conscient de l'état d'impréparation dans lequel s'était trouvé le vice-président Harry S. Truman sur des dossiers sensibles tels que la bombe atomique lors de son accession inopinée au pouvoir en 1945, et il veilla à ce que Nixon eut pleinement son rôle à jouer au sein de l'administration. Ce dernier effectua de nombreuses missions à l'intérieur et à l'extérieur du pays jusqu'à devenir « l'un des plus précieux subordonnés d'Ike ». De poste essentiellement honorifique et secondaire, la vice-présidence s'affirma ainsi comme un rouage important de l'équipe présidentielle. Nixon transgressa à plusieurs reprises les limites de son rôle en « [se jetant] dans la politique étatique et locale » et en « prononçant des centaines de discours à travers le pays », ce qui, combiné avec la répugnance d'Eisenhower pour les appareils politiques, fit de Nixon le chef de facto du Parti républicain.

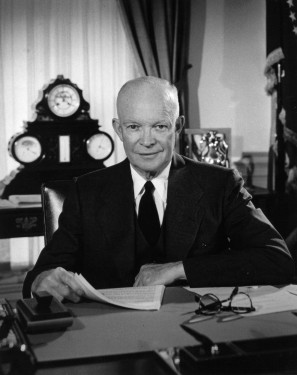
Le président Eisenhower dans le Bureau ovale en février 1956.

### Relations avec la presse
Au cours de ses deux mandats, Eisenhower prononça 750 discours et participa à 193 conférences de presse. Le 19 janvier 1955, il devint le premier président américain à donner une conférence de presse télévisée. Les reporters du temps affirmèrent qu'Eisenhower était maladroit dans l'exercice et certains en conclurent à tort qu'il était mal informé ou faisait tout simplement figure de potiche. En réalité, Eisenhower choisissait délibérément de ne pas répondre à certaines questions difficiles ou dissertait sur des questions qui ne lui avaient pas été posées, en n'hésitant pas à s'appuyer sur son immense réputation pour balayer les interrogations gênantes. 
Son porte-parole James Hagerty imprima rapidement sa marque en divulguant de nombreuses informations sur la vie quotidienne du président, en particulier sa situation médicale, dans une proportion bien supérieure à celle de ses prédécesseurs. Le reste du temps, il s'occupait des affaires courantes qui comprenaient la publication d'un compte-rendu quotidien de l'agenda présidentiel, la défense des politiques de l'administration et l'accompagnement des diplomates en visite. Il dut également gérer des épisodes embarrassants tels que l'incident de l'U-2 en 1960, au cours duquel un avion-espion américain avait été abattu par les Soviétiques, ainsi que les relations ― parfois conflictuelles ― avec la presse étrangère lors des déplacements internationaux d'Eisenhower. Ce dernier le questionnait souvent au sujet de l'opinion publique et sur la manière de formuler simplement des problématiques complexes. D'un point de vue politique, Hagerty était connu pour soutenir les initiatives dans le domaine des droits civiques. Il est considéré par l'historien Robert Hugh Ferrell comme le meilleur porte-parole de l'histoire présidentielle pour son approche originale des rapports avec la presse qui eut une influence durable sur l'exercice de la présidence elle-même.

## Nominations judiciaires

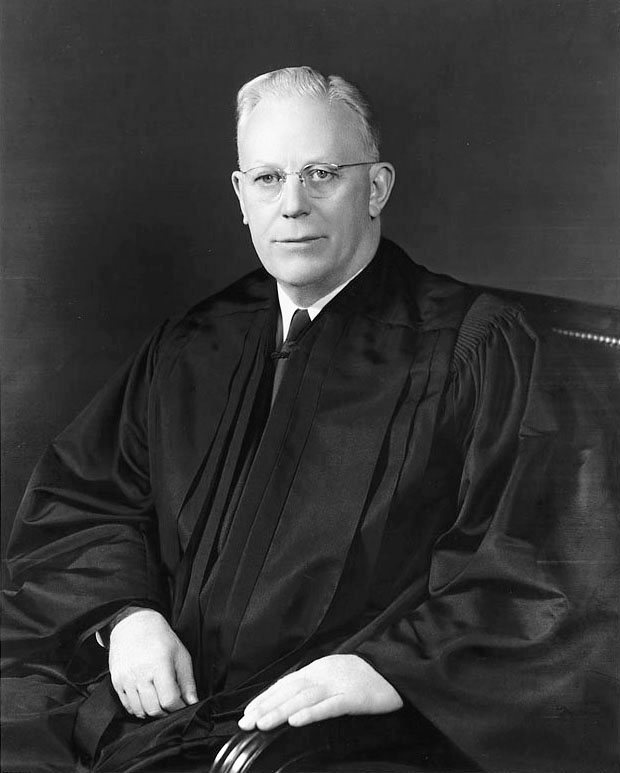
Le juge en chef Earl Warren dirigea la Cour suprême d'octobre 1953 à juin 1969.

Eisenhower nomma cinq juges à la Cour suprême des États-Unis. En 1953, il fit appel au gouverneur de Californie Earl Warren pour succéder au juge en chef Fred M. Vinson, mort en septembre de la même année. Bon nombre de républicains conservateurs s'opposèrent à la nomination de Warren mais celle-ci fut confirmée par le Sénat en janvier 1954. Sous la présidence de Warren, la Cour suprême émit de nombreux jugements à caractère progressiste sur divers sujets dont le premier exemple fut l'arrêt Brown v. Board of Education de 1954 qui abolissait la ségrégation dans les écoles publiques. Le décès de Robert Jackson à la fin de l'année 1954 créa une autre vacance au sein de la Cour mais le successeur de Jackson fut rapidement désigné en la personne du juge de cour d'appel John Marshall Harlan II. Ce dernier rejoignit le bloc conservateur de la Cour et soutint généralement les prises de position de son collègue Felix Frankfurter.
Après la démission de Sherman Minton en 1956, Eisenhower remplaça celui-ci par William J. Brennan Jr., alors juge de la Cour suprême du New Jersey. Le président espérait que la nomination de Brennan, un catholique aux convictions progressistes, serait utile à sa propre réélection. L'intronisation de Brennan fut retardée par l'opposition de divers sénateurs parmi lesquels Joseph McCarthy mais Eisenhower imposa son candidat par recess appointment (nomination d'un fonctionnaire fédéral par le président hors session parlementaire) en 1956 et le Sénat confirma Brennan dans ses fonctions au début de l'année 1957. Aux côtés de Warren, Brennan s'affirma en peu de temps comme le chef de file du bloc progressiste de la Cour. Une nouvelle vacance se produisit en 1957 avec le départ de Stanley F. Reed qui fut remplacé par Charles Evans Whittaker, un juge de cour d'appel qui demeura en poste pendant cinq ans avant de démissionner à son tour ; enfin, le retrait d'Harold H. Burton en 1958 fut comblé par la nomination de Potter Stewart qui se révéla un juge d'obédience centriste. Eisenhower nomma également 45 juges dans les cours d'appel fédérales et 129 juges dans les cours de district.

## Politique étrangère
De tous les présidents américains de la seconde moitié du XXe siècle, Eisenhower fut l'un des rares à disposer, dès avant son entrée en fonction, d'une bonne connaissance des affaires internationales. Pour les spécialistes Charles-Philippe David, Louis Balthazar et Justin Vaïsse, il manifesta dans ce domaine, en dépit d'une absence de vision globale, « une intelligence et une intuition politique surprenantes ». Son passage au pouvoir fut marqué par un rôle accru du Conseil de sécurité nationale dont les effectifs passèrent de 25 à 50 membres et qui fournissait de nombreux conseils au président, même si le département d'État continuait de jouer un rôle central dans l'élaboration de la politique étrangère.
Au cours de sa présidence, Eisenhower initia le concept de roll back (refoulement) qui promouvait une rhétorique agressive à l'encontre de l'URSS, laquelle ne devait plus seulement être contenue mais combattue avec vigueur afin de restreindre sa zone d'influence. Comme l'affirma le secrétaire d'État John Foster Dulles : « à tous ceux qui souffrent sous l'esclavage communiste, nous disons : vous pouvez compter sur nous ». Cette volonté de rupture affichée avec la doctrine de Truman n'eut pas lieu en réalité. En effet, jamais l'administration Eisenhower ne contesta de manière directe la domination soviétique en Europe de l'Est et les nombreux traités et accords négociés par Dulles ― qualifiés de « pactomanie » par l'historien André Kaspi ― s'inscrivaient dans la continuité de la politique d'endiguement de Truman. La période fut également marquée par l'affirmation des pays du tiers monde réunis lors de la conférence de Bandung en 1955.  

### Guerre froide

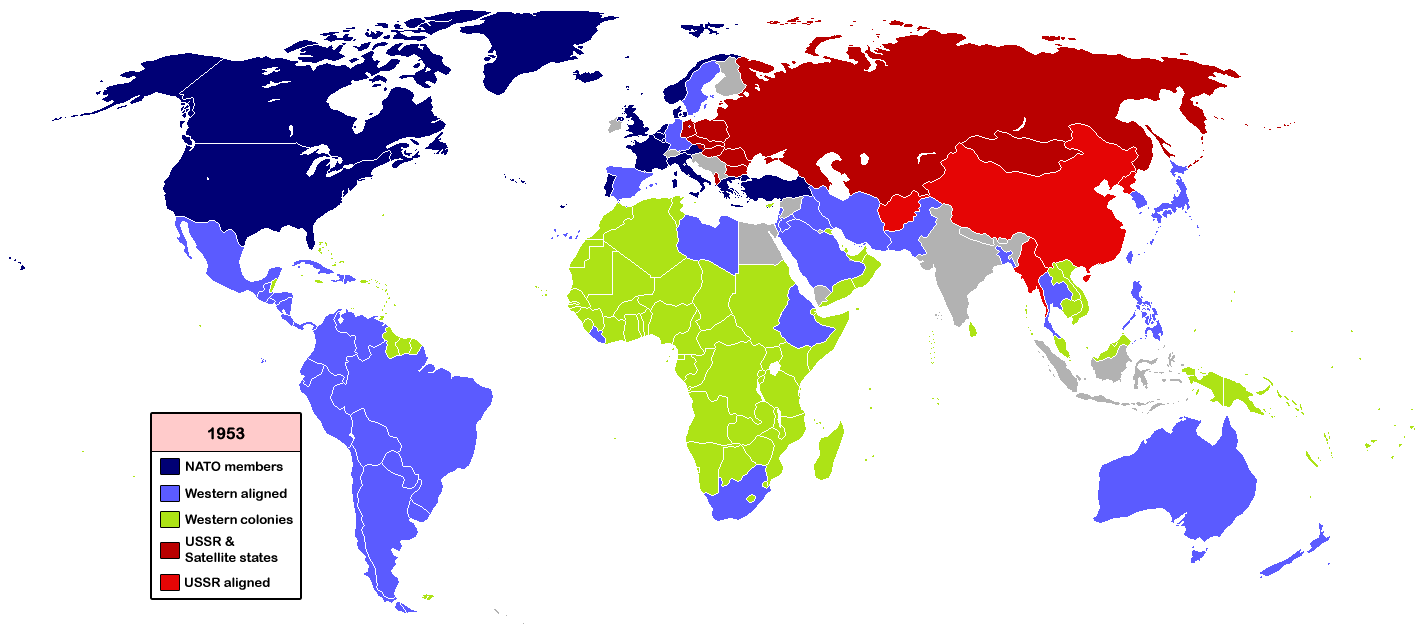
Carte de la situation géopolitique mondiale en 1953. En bleu foncé, les pays membres de l'OTAN ; en bleu clair, les pays pro-occidentaux ; en vert, les colonies occidentales ; en rouge foncé, l'URSS et ses pays satellites ; en rouge clair, les pays pro-soviétiques.

La guerre froide qui opposait les États-Unis à l'Union soviétique domina la scène internationale tout au long des années 1950. Chacun des deux « Grands » disposaient maintenant de l'arme nucléaire et le moindre conflit pouvait dégénérer en guerre atomique. Au sein du Parti républicain, l'aile isolationniste dirigée par le sénateur Robert Taft souhaitait apaiser les tensions en demeurant à l'écart des affaires européennes. Ce fut d'ailleurs pour contrebattre l'hostilité de Taft à l'OTAN et au principe de sécurité collective avec l'Europe de l'Ouest qu'Eisenhower s'était porté candidat en 1952. Une fois arrivé au pouvoir, ce dernier poursuivit la politique d'endiguement initiée par l'administration Truman pour contenir l'expansion du communisme et mit en place une intense propagande visant à faire croire à la libération prochaine des pays d'Europe de l'Est. 
La ligne de conduite d'Eisenhower dans le cadre de la guerre froide fut codifiée par un rapport du Conseil à la sécurité nationale (NSC 174) qui fixait pour objectif de long terme le refoulement (rollback) de l'influence soviétique mais en évitant toute confrontation directe de l'OTAN avec l'URSS. La paix devait être obtenue par une supériorité écrasante de l'arsenal nucléaire des États-Unis sur celui de son adversaire afin de dissuader Moscou d'utiliser sa puissante armée terrestre pour envahir l'Europe de l'Ouest. Les moyens psychologiques, les renseignements fournis par la CIA et l'avance américaine en matière de progrès scientifique et technologique devaient également être mis à profit pour contrer les forces conventionnelles soviétiques.
À la mort de Joseph Staline en mars 1953, le nouveau dirigeant soviétique Gueorgui Malenkov prôna une « coexistence pacifique » avec l'Ouest. Dans la foulée, le Premier ministre britannique Winston Churchill proposa d'organiser un sommet des grands dirigeants mondiaux mais Eisenhower, qui se méfiait des intentions de Malenkov et ne souhaitait pas voir retardé le processus de réarmement de l'Allemagne de l'Ouest, rejeta l'idée de Churchill. En avril, il prononça un discours intitulé « Une chance pour la paix » dans lequel il réclamait la signature d'un armistice en Corée, la tenue d'élections libres en Allemagne, l'« indépendance pleine et entière » des nations d'Europe de l'Est et un contrôle des usages de l'énergie atomique par les instances internationales. Cette prise de parole fut bien accueillie à l'Ouest mais assimilée à de la propagande par le gouvernement soviétique. En 1954, l'URSS se dota d'un chef plus agressif en la personne de Nikita Khrouchtchev, dont le refus d'adhérer au programme Atoms for Peace d'Eisenhower ― qui défendait la création de l'Agence internationale de l'énergie atomique et le développement du nucléaire civil ― rendit le président américain sceptique sur les possibilités de coopération avec Moscou. 

#### Politique de sécurité nationale

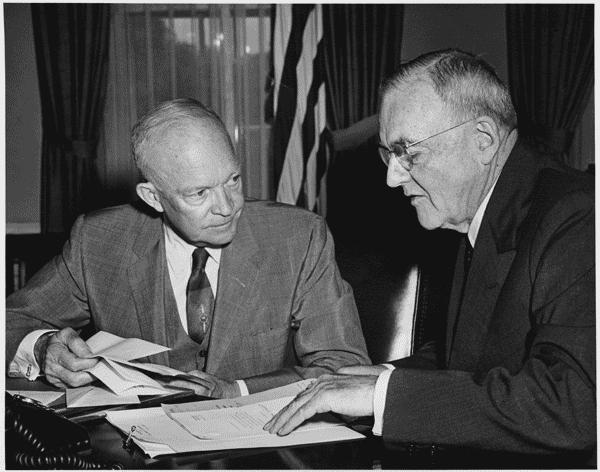
Eisenhower et son secrétaire d'État John Foster Dulles en 1956.

Le 30 octobre 1953, Eisenhower approuva le rapport NSC 162/2 qui dévoilait sa nouvelle doctrine de sécurité nationale, baptisée New Look (« Nouveau regard »). Elle reflétait son souci d'honorer les engagements militaires des États-Unis dans le cadre de la guerre froide sans pour autant engloutir les ressources financières de la nation. La nouvelle politique mettait l'accent sur le recours aux armements nucléaires plutôt que sur les éléments traditionnels de la puissance militaire afin de contrer toute agression potentielle. Son administration procéda ainsi à des coupes drastiques dans les effectifs de l'armée de terre qui fut amputée de 500 000 hommes et de la marine qui en perdit 100 000. Les forces aériennes, dont le renforcement était nécessaire au transport du matériel atomique, furent à l'inverse augmentées de 30 000 hommes. 
Dans le même temps, l'armée américaine élabora une stratégie de dissuasion nucléaire dont les trois piliers étaient les missiles balistiques intercontinentaux (ICBM), les bombardiers stratégiques et les missiles balistiques lancés par sous-marin (SLBM). Tout au long de sa présidence, Eisenhower insista sur la nécessité de développer une stratégie visant à remporter le conflit dans l'optique d'une guerre nucléaire avec l'URSS, bien qu'il espérait au fond de lui-même ne jamais y avoir recours. L'historien Saki Dockrill affirme que la stratégie de long terme du président américain était de promouvoir la sécurité collective des nations membres de l'OTAN et des autres pays alliés des États-Unis, de préserver le tiers monde de l'influence communiste, d'éviter toute nouvelle impasse militaire comparable à la Corée et d'opérer un net basculement des rapports de force qui déboucherait peu à peu sur un recul de la puissance soviétique. Pour ce faire, explique Dockrill, Eisenhower mit à profit les nombreuses ressources dont disposait son pays dans la lutte contre l'URSS : 

« Eisenhower savait que les États-Unis disposaient de nombreux autres atouts qui pouvaient se traduire par une influence sur le bloc soviétique : ses valeurs et ses institutions démocratiques, son économie capitaliste riche et compétitive, sa technologie du renseignement et ses compétences en matière d'obtention d'informations sur les capacités et les intentions de l'ennemi, ses aptitudes dans la guerre psychologique et les opérations secrètes, ses talents dans le domaine de la négociation et son aide économique et militaire au tiers monde. »

#### Renforcement balistique

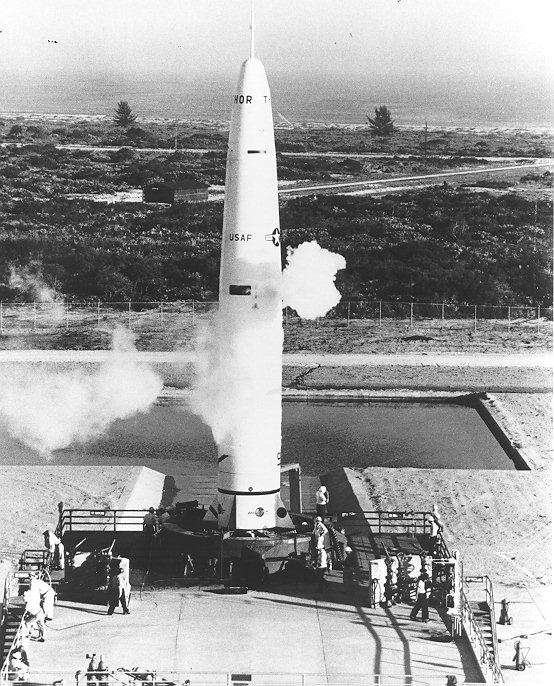
Premier essai du missile Thor depuis la base de lancement de Cap Canaveral, le 25 janvier 1957.

La présidence d'Eisenhower coïncida avec une période où les États-Unis et l'URSS disposaient d'arsenaux nucléaires tellement puissants qu'un conflit généralisé se serait non seulement soldé par l'annihilation des deux « Grands » mais également par la disparition de toute vie sur Terre. Si les Américains avaient utilisé pour la première fois une bombe atomique en 1945, chacune des deux superpuissances s'était dotée d'armes thermonucléaires de seconde génération lorsqu'Eisenhower arriva au pouvoir en 1953. Alors que les bombardiers stratégiques avaient été jusqu'ici les seuls appareils habilités au transport et au largage des armes nucléaires, Eisenhower souhaitait mettre en place une « triade » qui regrouperait les missiles balistiques tirés depuis le sol, les sous-marins nucléaires lanceurs d'engins et les bombardiers stratégiques. Dans les années 1950, Moscou et Washington développèrent des missiles balistiques intercontinentaux (ICBM) et des missiles balistiques à portée intermédiaire (IRBM) capables de transporter des ogives nucléaires. Eisenhower présida en outre à la mise au point du missile UGM-27 Polaris, conçu pour être tiré depuis un sous-marin, et continua de financer la construction de bombardiers à large rayon d'action tels que le Boeing B-52 Stratofortress.
En janvier 1956, l'US Air Force lança le développement de Thor, un missile à portée intermédiaire doté d'un rayon d'action de 2 400 km. Le programme avança rapidement et, dès 1958, la première de vingt escadrilles de la Royal Air Force équipées de ce missile fut opérationnelle au Royaume-Uni. Ce premier partage d'armements stratégiques entre pays membres de l'OTAN fut suivi d'un transfert plus systématique du matériel nucléaire américain à l'étranger. Des voix hostiles à l'administration, en particulier le sénateur démocrate John Fitzgerald Kennedy, alléguèrent cependant d'un retard des États-Unis sur l'URSS en matière de technologie de missiles (missile gap) du fait des progrès accomplis par les Soviétiques dans la course à l'espace. Les historiens ont démenti cette affirmation tout en reconnaissant qu'Eisenhower n'avait pas fait grand-chose pour infirmer ses détracteurs. En réalité, le déploiement de missiles intercontinentaux par l'Union soviétique n'intervint qu'après le départ d'Eisenhower de la Maison-Blanche et cela ne fut pas suffisant pour remettre en cause la supériorité globale des États-Unis dans le domaine nucléaire. Eisenhower était conscient de cet avantage grâce aux renseignements collectés par les avions-espions U2 qui survolaient le territoire soviétique depuis 1956.
Sous la présidence d'Eisenhower, le gouvernement américain estima que le meilleur moyen de limiter la prolifération nucléaire était de conserver la mainmise sur la technique de centrifugation gazeuse qui était essentielle pour transformer l'uranium ordinaire en uranium à potentiel militaire. En 1960, les diplomates de Washington avaient conclu des accords avec les autorités allemandes, néerlandaises et britanniques pour restreindre l'accès à cette technologie et cette entente quadripartite perdura jusqu'en 1975, date à laquelle le scientifique Abdul Qadeer Khan mit en œuvre les techniques de centrifugation au Pakistan après un stage dans un laboratoire néerlandais. La France sollicita également l'aide américaine dans la mise en œuvre de son programme nucléaire autonome mais Eisenhower, qui se méfiait de l'instabilité de la vie politique française et des intentions du président Charles de Gaulle, rejeta ces ouvertures.

### Fin de la guerre de Corée

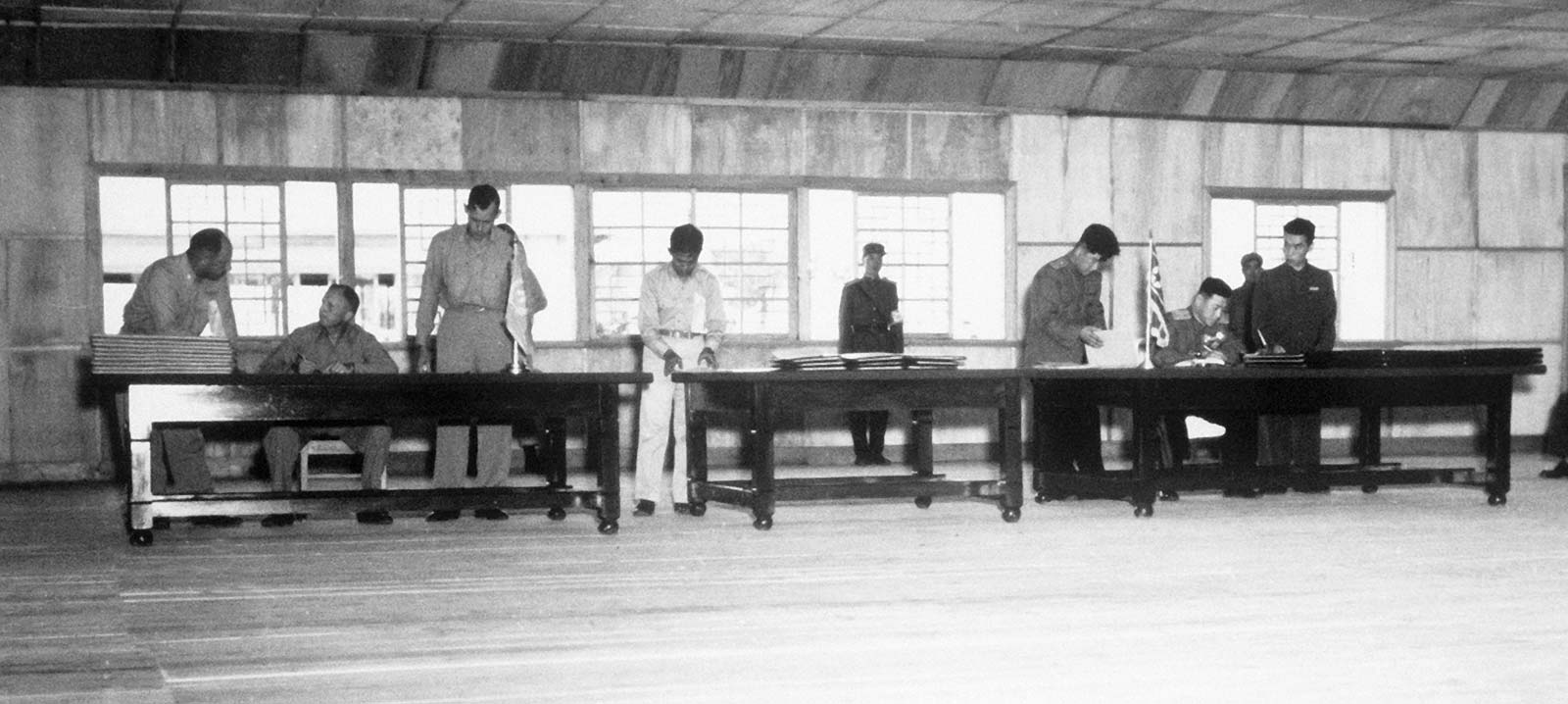
Signature de l'armistice de Panmunjeom par le général William K. Harrison, représentant les Nations unies, et le général Nam Il, représentant la Corée du Nord et la Chine, le 27 juillet 1953.

Durant sa campagne, Eisenhower avait promis de mettre fin à la guerre de Corée, qui avait commencée le 25 juin 1950 lorsque la Corée du Nord avait envahi la Corée du Sud. Les États-Unis s'étaient joints au conflit pour empêcher la chute du régime sud-coréen mais l'intervention des forces chinoises à la fin de l'année 1950 figea les positions des belligérants à hauteur du 38e parallèle nord. 
Le président Truman avait entamé des négociations de paix à l'été 1951 mais la question du sort des prisonniers chinois et nord-coréens demeurait en suspens. En effet, quelque 40 000 prisonniers de ces deux nations refusaient d'être rapatriés mais tant la Corée du Nord que la Chine exigeaient leur retour. À son arrivée au pouvoir, Eisenhower réclama une solution au problème et avertit la Chine qu'il était prêt à utiliser l'arme nucléaire en cas de poursuite des hostilités. Le dirigeant sud-coréen Syngman Rhee tenta de saborder les pourparlers en relâchant des prisonniers nord-coréens sans leur consentement mais il accepta finalement l'idée d'un armistice après qu'Eisenhower l'eût menacé de retirer toutes les forces américaines de Corée. Le 27 juillet 1953, les États-Unis, la Corée du Nord et la Chine signèrent l'armistice de Panmunjeom qui mit fin à la guerre de Corée. L'historien Edward C. Keefer écrit qu'en cédant aux demandes américaines sur la liberté des prisonniers de guerre de ne pas retourner dans leur pays d'origine, « la Chine et la Corée du Nord avalèrent tout de même une pilule amère, probablement forcées en partie par l'ultimatum atomique ». Pour William I. Hitchcock, l'épuisement des troupes nord-coréennes et la volonté des instances soviétiques d'éviter une guerre nucléaire en faisant pression sur la Chine furent des facteurs décisifs dans la conclusion de l'armistice.
L'arrêt des combats déboucha sur plusieurs décennies d'une paix fragile entre les deux Corées. En octobre 1953, un traité défensif fut ratifié entre la Corée du Sud et les États-Unis qui continuèrent d'entretenir plusieurs milliers de soldats en garnison dans ce pays bien après la fin de la guerre de Corée.

### Actions secrètes
Face à l'URSS, Eisenhower conserva la doctrine de l'endiguement mais chercha à contrer les Soviétiques par des moyens plus actifs, comme expliqué dans le mémorandum NS-68 du département d'État. Sa politique d'action secrète, détaillée dans le rapport 162-2 du conseil de sécurité nationale, prévoyait la mise en œuvre d'une étroite coopération avec le secrétaire d'État John Foster Dulles, le développement de la tactique des opérations secrètes et l'utilisation de la CIA pour interférer avec les gouvernements suspectés de favoriser le communisme à l'étranger. L'une des premières utilisations de cette tactique d'« action secrète » fut dirigée contre le Premier ministre iranien Mohammad Mossadegh qui fut renversé par le shah d'Iran et les forces pro-monarchiques lors du coup d'État iranien de 1953 — aussi connu sous le nom d'opération Ajax. La CIA appuya également l'année suivante le coup d'État militaire au Guatemala qui entraîna la chute du président Jacobo Árbenz Guzmán.
La politique d'action secrète se poursuivit tout au long de la présidence d'Eisenhower. Alors que le Congo traversait une période chaotique à la suite de l'installation d'une république indépendante, l'Union soviétique et le KGB apportèrent leur soutien au Premier ministre Patrice Lumumba qui avait été élu au vote populaire. À l'inverse, les États-Unis, par l'intermédiaire de la CIA, fournirent des armes et un appui secret à Joseph Kasa-Vubu et au colonel Joseph Mobutu, plus favorables aux nations occidentales et qui entretenaient des liens étroits avec les services de renseignement américains. Ce conflit s'acheva en décembre 1960 avec la chute de Lumumba et l'arrivée au pouvoir de Kasa-Vubu et de Mobutu, qui transformèrent le pays en un régime autocratique dont l'instabilité perdura longtemps après la fin du mandat d'Eisenhower.

### Amendement Bricker
En janvier 1953, le sénateur de l'Ohio John Bricker proposa une nouvelle fois au Congrès l'amendement Bricker qui visait à limiter les pouvoirs du président concernant la ratification des traités et les executive agreements avec les puissances étrangères. Le sentiment que les nombreux accords et traités internationaux conclus par les États-Unis dans les années qui avaient suivi la fin de la Seconde Guerre mondiale avaient affaibli la souveraineté de la nation incita les isolationnistes et conservateurs de tous bords ainsi que plusieurs groupes professionnels et organisations civiques à soutenir l'amendement. À l'inverse, Eisenhower considérait qu'un telle réduction des pouvoirs présidentiels serait extrêmement préjudiciable à l'action des États-Unis sur la scène mondiale et il s'entendit avec le chef de la minorité démocrate au Sénat Lyndon B. Johnson pour enterrer la proposition de Bricker. De fait, alors que 56 sénateurs s'étaient initialement exprimés en faveur du texte, l'amendement fut rejeté au Sénat par 50 voix contre 42 en 1954. Un peu plus tard dans l'année, une version édulcorée de l'amendement Bricker échoua à obtenir auprès des sénateurs la majorité des deux tiers requises à une voix près. Cet épisode fut le chant du cygne des républicains isolationnistes dans la mesure où la nouvelle génération de conservateurs s'accommodait d'un internationalisme adossé à un anticommunisme virulent, comme dans le cas du sénateur Barry Goldwater.

### Europe

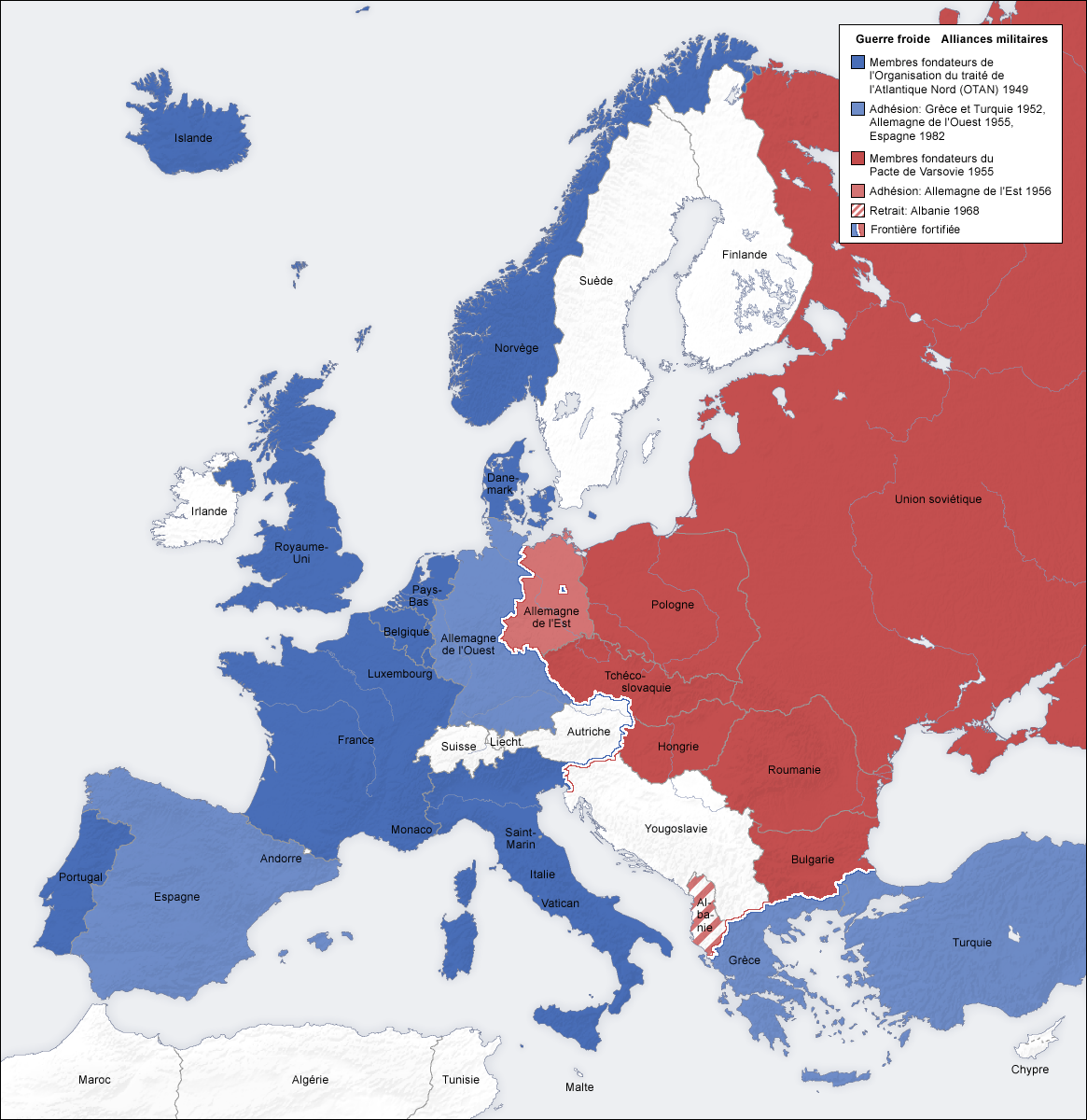
Carte des alliances militaires de la guerre froide en Europe. En bleu, les pays membres de l'OTAN ; en rouge, les pays membres du pacte de Varsovie. Cette carte donne peu ou prou la constitution des « blocs » rivaux tels que ceux-ci se présentaient du temps d'Eisenhower (à l'exception de l'Espagne, entrée dans l'alliance otanienne en 1982).

Eisenhower souhaitait réduire le contingent américain déployé en Europe en déléguant une partie des responsabilités militaires des États-Unis à ses alliés de l'OTAN. Les Européens, cependant, n'étaient guère enthousiasmés par le concept de dissuasion nucléaire et étaient réticents à délaisser la protection américaine au bénéfice d'une communauté européenne de défense. Comme Truman avant lui, Eisenhower pensait que le réarmement de l'Allemagne de l'Ouest était crucial pour freiner les ambitions soviétiques et il soutint une initiative, élaborée par Churchill et le ministre des Affaires étrangères britannique Anthony Eden, qui devait permettre l'adhésion souveraine de la RFA à l'OTAN en échange d'un renoncement aux armes atomiques, biologiques et chimiques. L'entrée de l'Allemagne de l'Ouest dans l'alliance otanienne fut effective dès 1955. Les dirigeants européens créèrent par ailleurs l'Union de l'Europe occidentale afin de coordonner les stratégies de défense à l'échelle du continent. En réponse à l'adhésion de la RFA à l'OTAN, les nations du bloc de l'Est ratifièrent le pacte de Varsovie pour garantir leur protection mutuelle. Quant à l'Autriche, qui était occupée conjointement par l'Union soviétique et les puissances occidentales, elle recouvrit son indépendance avec le traité d'État de 1955 et proclama sa neutralité conformément aux clauses de cet accord.
Afin de combattre l'influence soviétique en Europe de l'Est, l'administration Eisenhower mit en place une campagne de propagande dirigée par Charles Douglas Jackson. Plus de 300 000 tracts furent ainsi largués dans l'est de l'Europe entre 1951 et 1956 tandis que Radio Free Europe diffusait des programmes dans toute la région. En 1953, une insurrection survenue en Allemagne de l'Est fut un temps interprétée par le gouvernement américain comme un affaiblissement de la puissance soviétique mais cette dernière écrasa rapidement la rébellion. Trois ans plus tard, un soulèvement de grande ampleur éclata en Hongrie où le président du Conseil Imre Nagy avait promis d'établir une démocratie multipartite et de retirer son pays du pacte de Varsovie. En réaction, Khrouchtchev détacha 60 000 soldats pour mater les insurgés. La répression fit 10 000 morts dont Nagy qui fut exécuté. Les États-Unis condamnèrent avec fermeté les représailles soviétiques mais ne prirent aucune part directe aux événements, au grand dam des révolutionnaires hongrois. Après l'échec de l'insurrection de Budapest, Washington s'abstint d'encourager les peuples d'Europe de l'Est à la révolte mais chercha à tisser avec eux des liens d'ordres culturel et économiques afin de saper l'influence communiste. Parmi les initiatives de diplomatie culturelle américaines menées en Europe pendant la guerre froide figuraient les visites de bonne volonté effectuées par les « ambassadeurs soldats-musiciens » de l'Orchestre symphonique de la septième armée.
En 1953, Eisenhower ouvrit les relations diplomatiques avec l'Espagne, dirigée par le régime fasciste de Francisco Franco. Malgré son caractère antidémocratique, la position stratégique de l'Espagne dans le contexte de la guerre froide et son positionnement anti-communiste conduisit Eisenhower à mettre en place une alliance militaire et commerciale avec les Espagnols à travers la signature du pacte de Madrid, mettant fin à l'isolationnisme de l'Espagne depuis la fin de la Seconde Guerre mondiale et annonçant la période du « miracle espagnol ».

### Asie du Sud
La partition de l'Inde britannique en 1947 avait donné naissance à deux États indépendants, l'Inde et le Pakistan. Dans le cadre de la guerre froide, le Premier ministre indien Jawaharlal Nehru refusa de s'aligner sur l'un ou l'autre bloc et critiqua fréquemment les décisions politiques américaines. Désireux d'accroître son potentiel militaire face à l'Inde, dont la population était plus nombreuse que la sienne, le Pakistan se rapprocha des États-Unis en rejoignant le pacte de Bagdad et l'Organisation du traité de l'Asie du Sud-Est (OTASE). Cette alliance américano-pakistanaise incita le gouvernement indien à resserrer ses liens avec l'Union soviétique. À la fin des années 1950, l'administration Eisenhower fit cependant quelques gestes à l'égard de New Delhi, par exemple en aidant à endiguer la crise économique indienne de 1957. En conséquence, les relations entre les États-Unis et l'Inde s'étaient quelque peu réchauffées à la fin de la présidence d'Eisenhower mais le Pakistan demeurait toujours le principal allié de Washington en Asie du Sud.

### Asie du Sud-Est et Asie de l'Est
Peu après la fin de la Seconde Guerre mondiale, le Việt Minh d'obédience communiste déclencha une insurrection contre l'État du Viêt Nam soutenu par la France. Soucieuses d'empêcher le Viêt Nam de tomber dans la sphère d'influence soviétique, les administrations Truman et Eisenhower fournirent un appui financier important aux troupes françaises qui se battaient dans cette région. En 1954, Paris sollicita l'aide des États-Unis au cours de la bataille de Diên Biên Phu, qui se révélerait par la suite comme le tournant de la guerre d'Indochine. Eisenhower s'efforça dans un premier temps de galvaniser l'opinion publique en faveur de l'intervention et articula la « théorie des dominos » selon laquelle la chute du Viêt Nam aux mains des communistes entraînerait l'installation de régimes similaires dans les pays voisins. La France se refusait néanmoins à accorder l'indépendance au Viêt Nam et le Congrès rejeta la demande d'aide, ce qui précipita la défaite française à Diên Biên Phu. Au printemps de la même année s'ouvrit la conférence de Genève qui mettait fin à la guerre d'Indochine. Lors des discussions, le secrétaire d'État Dulles, représentant les États-Unis, persuada les dirigeants chinois et soviétiques de convaincre leurs homologues vietnamiens d'accepter la division temporaire du Viêt Nam en une zone communiste au nord (dirigée par Hô Chi Minh) et une zone capitaliste sous influence américaine au sud (avec à sa tête Ngô Đình Diệm). Malgré ses inquiétudes sur la stabilité du gouvernement de Diệm, l'administration Eisenhower s'empressa de fournir au Sud Viêt Nam une aide technique, économique et militaire afin de prévenir toute nouvelle expansion du communisme dans ce secteur. En outre, les élections qui devaient être organisées en 1956 pour réunifier le pays ― comme prévu par les accords de Genève ― furent annulées par Diệm avec l'aval du président américain. En février 1955, Eisenhower ordonna le déploiement des premiers soldats américains au Viêt Nam en qualité de conseillers militaires auprès de l'armée de Diệm.

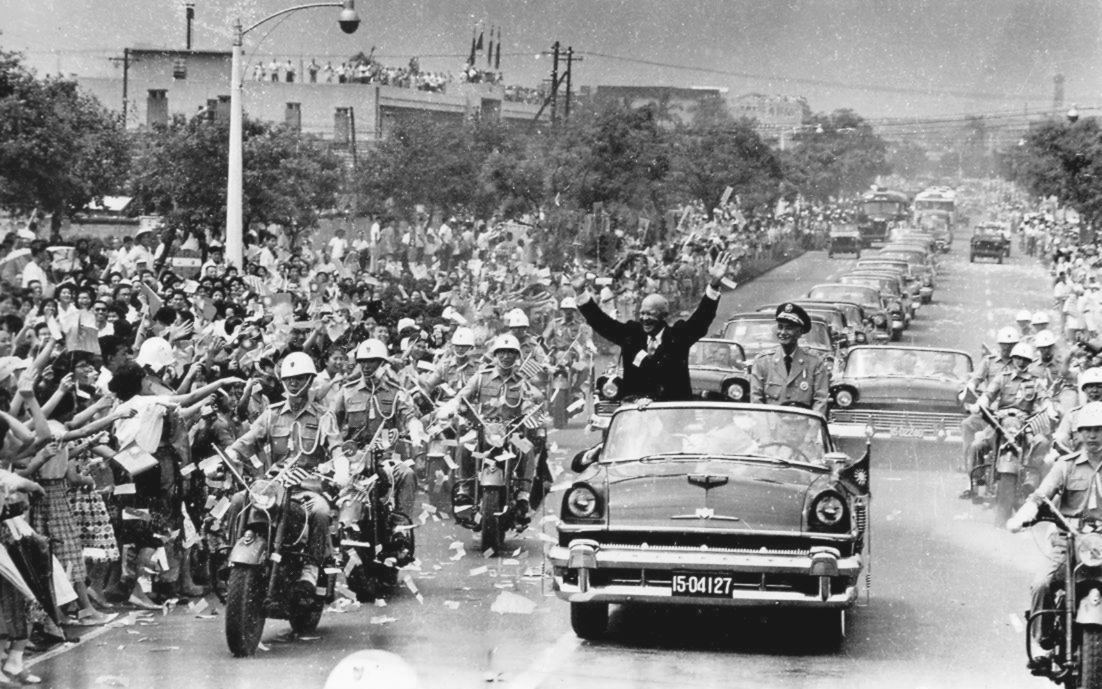
Eisenhower salue la population de Taïwan aux côtés du président Tchang Kaï-chek lors de sa visite à Taipei, en juin 1960.

L'engagement d'Eisenhower auprès du Sud Viêt Nam s'inscrivait dans le cadre d'une politique plus générale visant à contrer les ambitions chinoises et soviétiques en Asie de l'Est. En 1954, les États-Unis et sept autres pays créèrent l'Organisation du traité de l'Asie du Sud-Est qui avait vocation à empêcher la propagation du communisme au sud-est du continent asiatique. La même année, le régime de Pékin bombarda divers îlots situés au large des côtes de la Chine continentale mais qui appartenait à la République de Chine, réfugiée à Taïwan depuis la prise du pouvoir par les communistes de Mao Zedong en Chine en 1949. Ce geste belliqueux fut considéré par le gouvernement américain comme un prélude à l'invasion de Taïwan et Eisenhower n'hésita pas à brandir la menace de l'arme nucléaire pour faire plier les autorités chinoises. Ces dernières consentirent en définitive à cesser les bombardements et les deux camps entamèrent des pourparlers qui débouchèrent sur un apaisement des tensions ; une seconde crise, survenue en 1958, fut réglée de façon similaire. Au cours de la première crise, les États-Unis et la République de Chine signèrent un traité défensif par lequel Washington s'engageait à protéger Taïwan d'une éventuelle agression extérieure. La CIA soutint également les dissidents tibétains qui s'étaient soulevés en 1959 contre le joug communiste mais Pékin écrasa la rébellion.
La dernière année de la présidence d'Eisenhower fut marquée par de vives tensions au Japon autour de la reconduction du traité de sécurité nippo-américain de 1951. Le Premier ministre japonais Nobusuke Kishi était favorable au renouvellement du traité tout en déclarant vouloir augmenter les capacités de défense de l'archipel afin de réduire la dépendance militaire de son pays à l'égard des États-Unis. Ces annonces soulevèrent toutefois une vague d'indignation parmi ceux qui estimaient que ces mesures contrevenaient aux principes pacifistes inscrits dans la Constitution du Japon. De nombreuses manifestations de grande ampleur s'ensuivirent dont les épisodes les plus marquants furent la grève du 4 juin 1960 qui mobilisa 5,5 millions de personnes et l'accueil hostile réservé au représentant américain chargé de préparer la visite du président Eisenhower qui devait avoir lieu un peu plus tard dans le mois. Compte tenu de la persistance des troubles et des affrontements de rue, Eisenhower annula sa venue mais le traité fut automatiquement reconduit par la Diète japonaise le 19 juin.

### Moyen-Orient
Le Moyen-Orient se hissa au rang des priorités de la politique étrangère américaine au cours des années 1950. À l'issue du coup d'État iranien de 1953, les États-Unis avaient supplanté le Royaume-Uni en tant que plus influent partenaire de l'Iran et Eisenhower encouragea la création de l'alliance militaire connue sous le nom de « pacte de Bagdad » qui regroupait la Turquie, l'Iran, l'Irak, le Pakistan et le Royaume-Uni. Comme elle s'y employait dans d'autres régions du globe, l'administration Eisenhower souhaitait favoriser l'émergence de régimes stables, amicaux et anticommunistes dans le monde arabe. Elle tenta également une médiation dans le conflit israélo-arabe mais le refus d'Israël d'abandonner les territoires conquis par son armée durant la guerre de 1947-1948 et l'hostilité des nations arabes envers Israël firent échouer le projet. En outre, les États-Unis furent très attentifs à la préservation de leur influence en Arabie saoudite où la société  Aramco, fondée par quatre grandes compagnies pétrolières américaines, exploitait les gisements de pétrole depuis 1948.

#### Crise de Suez

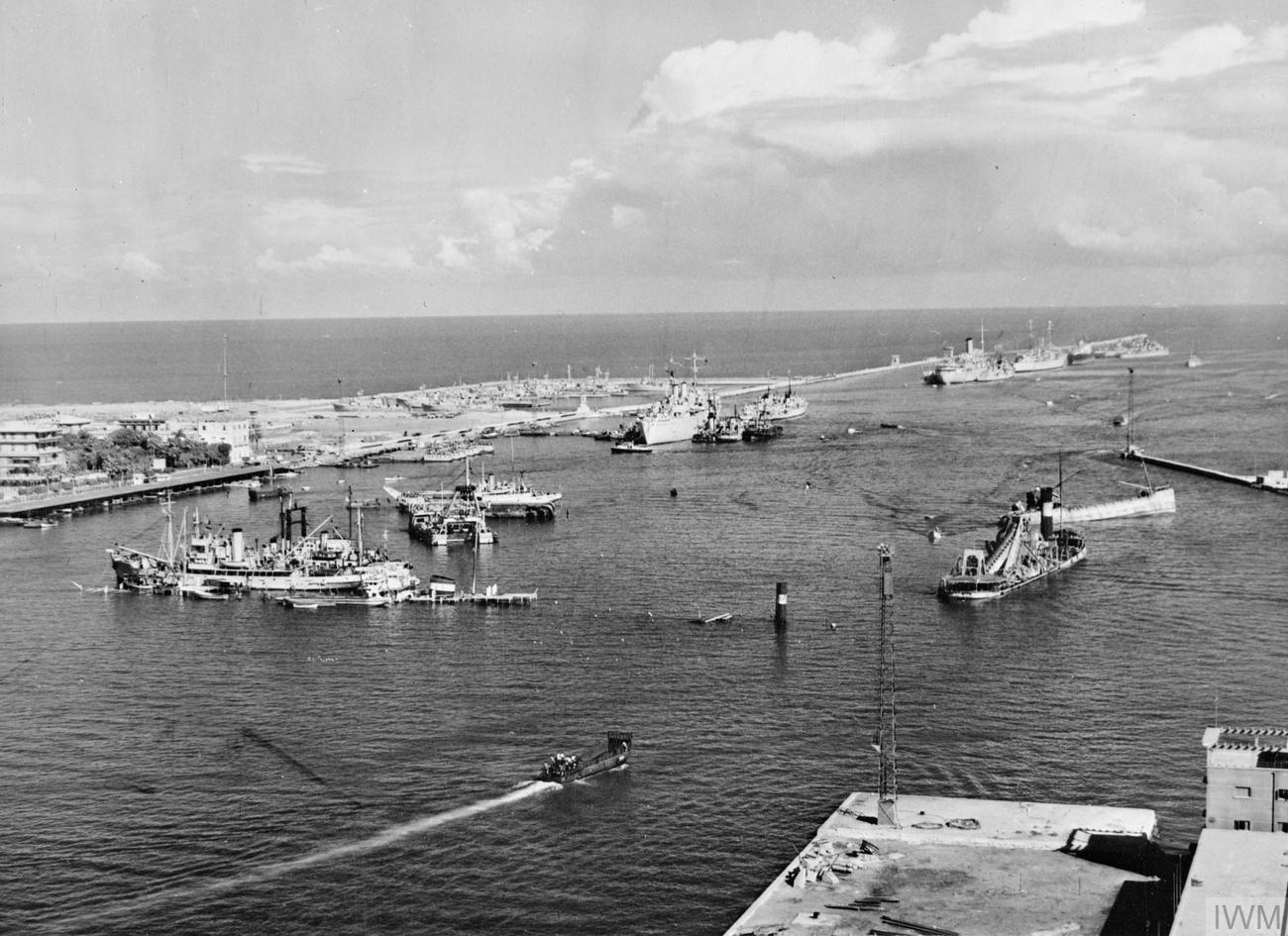
Navires égyptiens coulés ou placés en travers du canal de Suez lors de la crise du même nom en 1956.

En 1952, une révolution menée par Gamal Abdel Nasser chassa du pouvoir le gouvernement pro-britannique en Égypte. Devenu Premier ministre en 1954, Nasser fit jouer la rivalité entre l'URSS et les États-Unis en réclamant l'aide de chacune des deux nations. Eisenhower s'efforça d'attirer Nasser dans la sphère d'influence américaine par la voie économique mais le nationalisme arabe prôné par Nasser et son opposition à Israël furent une source de friction entre les États-Unis et l'Égypte. L'un des principaux objectifs de Nasser était la construction du barrage d'Assouan qui devait fournir à son pays une énergie hydroélectrique abondante et renforcer les capacités d'irrigation. Eisenhower proposa de participer financièrement à l'édification du barrage afin d'acquérir un certain « droit de regard » sur la politique étrangère égyptienne mais les négociations concernant l'aide américaine échouèrent. Une semaine plus tard, en juillet 1956, Nasser nationalisa le canal de Suez, alors sous contrôle britannique, ce qui déclencha aussitôt une crise internationale.   
Le Royaume-Uni protesta contre la nationalisation et s'entendit avec la France et Israël pour reprendre la possession du canal. Eisenhower était hostile à une telle intervention et avertit à plusieurs reprises le Premier ministre britannique Anthony Eden que les États-Unis ne toléreraient pas une invasion. Même s'il n'approuvait pas la nationalisation du canal, le président américain craignait en effet les conséquences d'une opération militaire sur le commerce mondial et les relations des pays du Moyen-Orient avec le bloc occidental. Sans tenir compte de l'avis de Washington, les Israéliens attaquèrent l'Égypte en octobre 1956 et s'emparèrent rapidement de la péninsule du Sinaï. De leurs côtés, les Français et les Britanniques, agacés par le refus de Nasser de renoncer à la nationalisation du canal de Suez, multiplièrent les raids maritimes et aériens. Nasser réagit en faisant saborder plusieurs dizaines de navires en travers du canal, rendant celui-ci inutilisable. Irritée par ces combats qui risquaient de jeter les nations arabes dans les bras de l'Union soviétique, l'administration Eisenhower réclama un cessez-le-feu et fit pression sur la France et le Royaume-Uni pour obliger ces derniers à se retirer, ce qui fut fait le 6 novembre 1956. Cet épisode marqua la fin de la domination franco-britannique au Moyen-Orient et augmenta l'influence américaine dans la région. Au début de l'année 1958, Eisenhower agita le spectre de sanctions économiques pour contraindre Israël à évacuer la péninsule du Sinaï et les activités du canal de Suez reprirent sous contrôle égyptien.

#### Doctrine Eisenhower
À la suite de la crise de Suez, qui consacra la fin de la prépondérance française et britannique au Moyen-Orient, l'administration Eisenhower formula une nouvelle politique destinée à préserver la région de la menace soviétique et de troubles internes. Compte tenu de la perte d'influence du Royaume-Uni et de l'intérêt de plus en plus marqué de l'URSS pour les affaires du Moyen-Orient, le président informa le Congrès, le 5 janvier 1957, qu'il était essentiel pour les États-Unis d'assumer leurs responsabilités dans ce secteur du globe. En vertu de ce principe, connu sous le nom de « doctrine Eisenhower », tous les pays de la zone en question étaient libres de solliciter une assistance économique ou militaire des États-Unis en cas d'agression extérieure. 

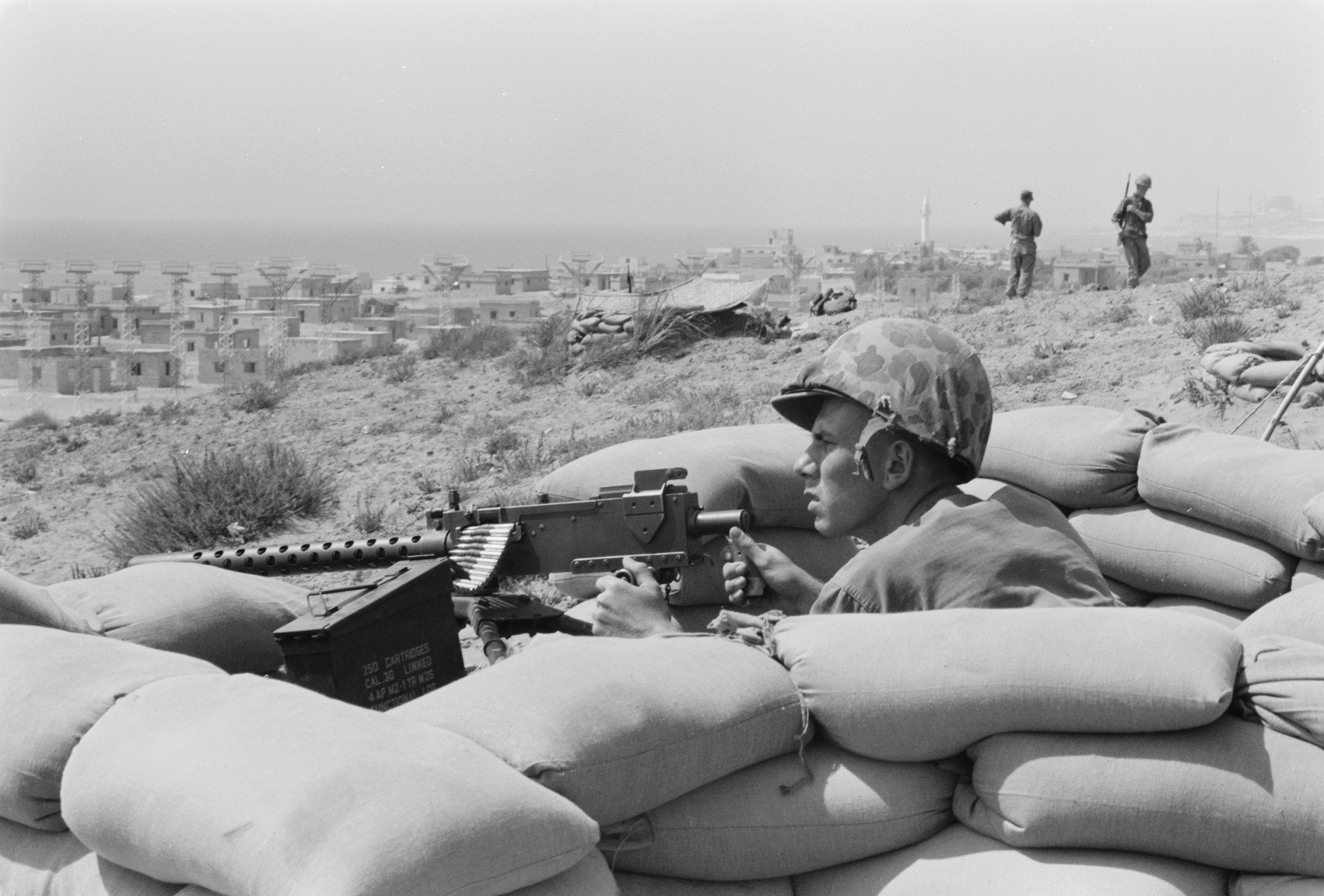
Un soldat américain du Corps des Marines équipé de sa mitrailleuse Browning en position à Beyrouth en juillet 1958.

Eisenhower eut du mal à convaincre les principales nations arabes et Israël de soutenir la doctrine qu'il ne tarda cependant pas à mettre en œuvre en finançant la modernisation de la Jordanie, en encourageant les États voisins de la Syrie à entreprendre une guerre contre elle et en envoyant des troupes au Liban pour empêcher un mouvement révolutionnaire radical d'arriver au pouvoir. Le corps expéditionnaire détaché au Liban en 1958 ne prit aucune part aux affrontements mais sa présence sur place constitue la seule et unique fois sous la présidence d'Eisenhower où des unités américaines furent déployées à l'étranger en situation de combat potentielle. Pour Douglas Little, la décision des États-Unis d'intervenir militairement au Liban était liée à la volonté de maintenir en place un gouvernement conservateur et pro-occidental aux abois, de contrecarrer la politique panarabiste de Nasser et de contenir l'influence soviétique dans cette région riche en pétrole. Le même auteur affirme toutefois que l'ingérence américaine n'était pas nécessaire et que ses conséquences à long terme, en affaiblissant la fragile coalition multiethnique qui gouvernait le pays et en attisant le nationalisme arabe dans toute la région, furent globalement négatives.
Même si l'aide américaine permit d'écarter le risque de révolution au Liban et en Jordanie, la doctrine Eisenhower contribua à rehausser le prestige de Nasser dans le monde arabe. En partie à cause de la vaine tentative de coup d'État fomentée contre la Syrie par la CIA en 1957, Nasser procéda à l'union politique de l'Égypte et la Syrie dans ce qui fut appelé la République arabe unie. L'année 1958 fut également marquée, en Irak, par l'exécution du roi Faycal II, un ami des États-Unis, et son remplacement à la tête du pays par le général nationaliste Abdel Karim Kassem.

### Amérique latine
Pendant la majeure partie de son administration, Eisenhower poursuivit la politique de ses prédécesseurs en Amérique latine en soutenant des régimes favorables aux intérêts américains, qu'ils fussent démocratiques ou non. Sous sa présidence, les États-Unis augmentèrent l'aide militaire aux nations sud-américaines et développèrent le panaméricanisme pour contrer l'influence soviétique. À la fin des années 1950, plusieurs gouvernements latino-américains s'effondrèrent cependant, notamment à la suite d'une récession économique survenue aux États-Unis. Le retour à la diplomatie du « gros bâton », telle que pratiquée en son temps par Theodore Roosevelt, fut quant à lui mal perçu dans le continent sud-américain et des signes de résistance à l'ingérence de Washington se firent jour, notamment lors de la visite du vice-président Nixon au Venezuela en 1958 au cours de laquelle sa voiture fut criblée de pierres.
Parmi les plus proches voisins des États-Unis figurait l'île de Cuba qui était visitée annuellement par 300 000 touristes américains. Le président cubain Fulgencio Batista entretenait de bonnes relations avec les États-Unis, tant auprès de leur gouvernement que des grandes firmes et du crime organisé américains qui étaient très présents sur l'île. En janvier 1959, Batista fut chassé du pouvoir par la Révolution cubaine qui instaura un nouveau régime dirigé par Fidel Castro. Ce dernier s'empressa de légaliser le Parti communiste, ce qui fit craindre aux autorités américaines un rapprochement de Castro avec l'URSS. Lorsque le chef d'État cubain se rendit aux États-Unis en avril 1959, Eisenhower refusa de le rencontrer et confia cette mission à Nixon. Dès l'année suivante, Cuba noua des relations diplomatiques avec Moscou, ce à quoi les États-Unis réagirent en suspendant leurs importations de sucre cubain ; Castro se tourna alors vers l'URSS pour écouler sa production et ordonna, en juillet 1960, la nationalisation de plusieurs entreprises américaines installées dans son pays. Quelques mois plus tard, en janvier 1961, Washington rompit les relations diplomatiques avec Cuba. À la suite de cet épisode, Eisenhower s'employa à favoriser l'émergence de la démocratie en Amérique latine et accrut l'aide économique à la région. En outre, un embargo quasi-total fut décrété contre Cuba par son administration qui échafauda également un projet d'invasion de l'île par des exilés qui avaient fui le régime de Castro.

### Incident de l'U-2

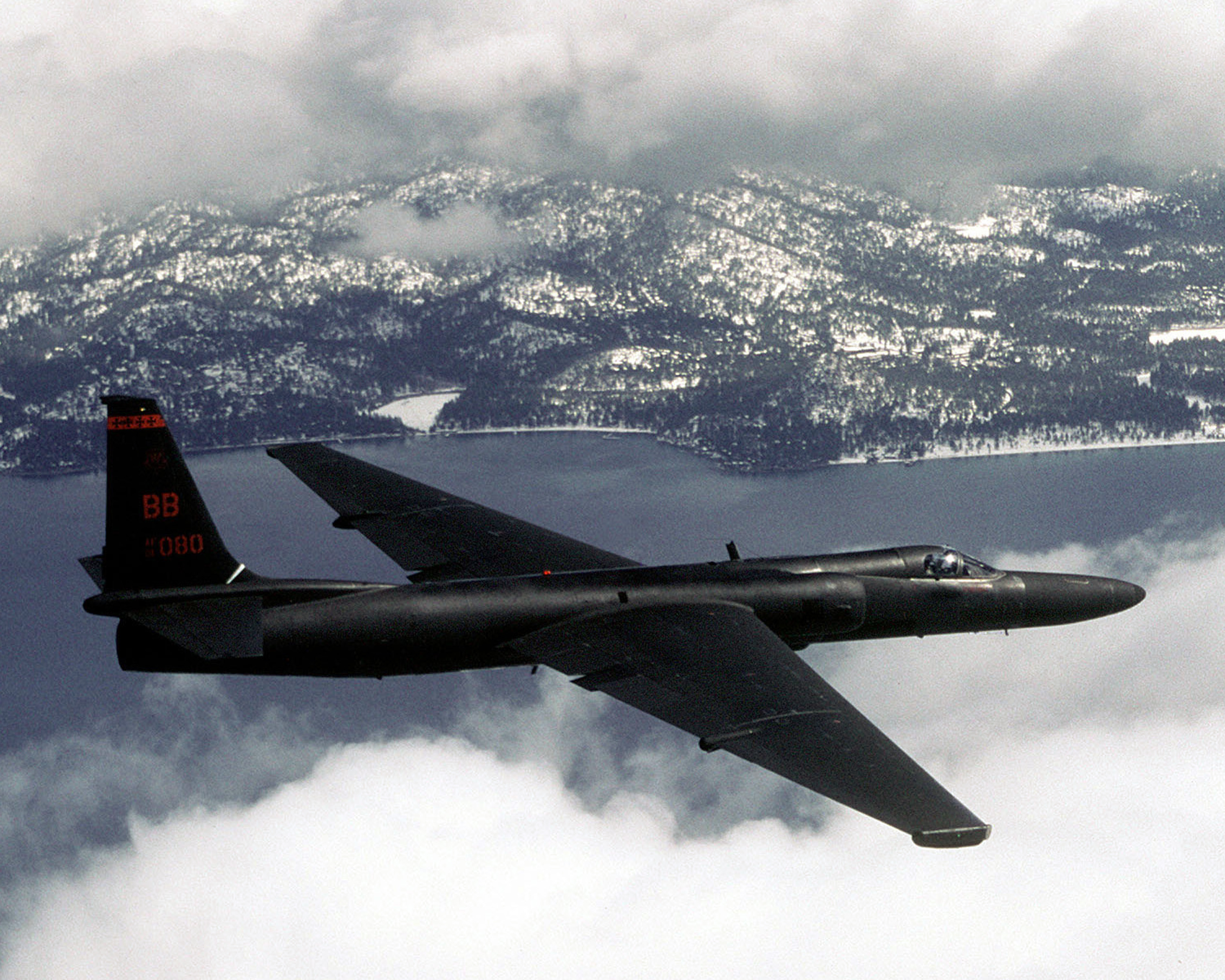
Un avion espion U-2 en vol.

Les dirigeants américains et soviétiques se rencontrèrent au sommet de Genève de 1955, ce qui ne s'était plus reproduit depuis la conférence de Potsdam dix ans plus tôt. Aucune avancée notable ne fut cependant accomplie sur les grands dossiers du moment en raison de fortes divergences au sujet de l'Allemagne et du concept d'« observation aérienne mutuelle » proposé par Eisenhower que les Soviétiques rejetèrent. Malgré ces désaccords importants, le sommet contribua à réchauffer légèrement les relations américano-soviétiques. En 1959, Khrouchtchev se rendit aux États-Unis et eut avec Eisenhower une série d'entretiens relatifs au désarmement nucléaire et au statut de la ville de Berlin. Eisenhower souhaitait limiter les essais atomiques et mettre en place des inspections sur site des arsenaux nucléaires tandis que Khrouchtchev réclamait ― au moins initialement ― l'éradication totale des armes de destruction massive. Les deux chefs d'État étaient d'accord pour mettre un frein à l'augmentation des dépenses militaires et empêcher la prolifération nucléaire mais les tensions liées à la guerre froide compliquèrent les négociations. Vers la fin de son second mandat, Eisenhower était déterminé à trouver un terrain d'entente sur l'interdiction des essais nucléaires dans le cadre d'un mouvement plus général de détente à l'égard de l'URSS ; de son côté, Khrouchtchev était également intéressé par la conclusion rapide d'un accord compte tenu de la rupture sino-soviétique qui se profilait à l'horizon. 
Dès l'année suivante, les deux partis convinrent de la nécessité de suspendre les essais atomiques mais la question des inspections sur site était encore en discussion. Un sommet Est-Ouest regroupant les dirigeants des quatre principales puissances (Eisenhower, Khrouchtchev, le Premier ministre britannique Harold Macmillan et le président français Charles de Gaulle), organisé en mai 1960 à Paris afin de précipiter la signature d'un accord, fut cependant compromis par un incident survenu deux semaines auparavant lorsqu'un appareil américain de type U-2 chargé de collecter des renseignements fut abattu au-dessus du territoire soviétique. L'administration Eisenhower, qui pensait que le pilote avait péri dans l'accident, autorisa la publication d'un article affirmant que l'avion était un « avion de recherche météo » qui s'était égaré dans l'espace aérien soviétique après que le pilote eût indiqué « des problèmes d'alimentation en oxygène » alors qu'il survolait la Turquie. Lorsque les Soviétiques révélèrent que le pilote, le capitaine Francis Gary Powers, était toujours bien vivant, la Maison-Blanche fut prise en flagrant délit de mensonge et la situation fut vécue comme une grave humiliation par les États-Unis,. Le crash de l'U-2 fit l'objet d'une enquête minutieuse menée par le comité des affaires étrangères du Sénat. Au cours du sommet de Paris, Eisenhower accusa Khrouchtchev de « saboter cette rencontre sur laquelle le monde fondait tant d'espoirs » et reconnut plus tard l'ampleur des dégâts causée par cette « stupide affaire d'U-2 ».

### Déplacements internationaux
En tant que président-élu, Eisenhower se rendit en Corée du Sud du 2 au 5 décembre 1952 pour visiter Séoul et la zone des combats. Sa présidence fut quant à elle marquée par seize voyages internationaux dans 26 pays.

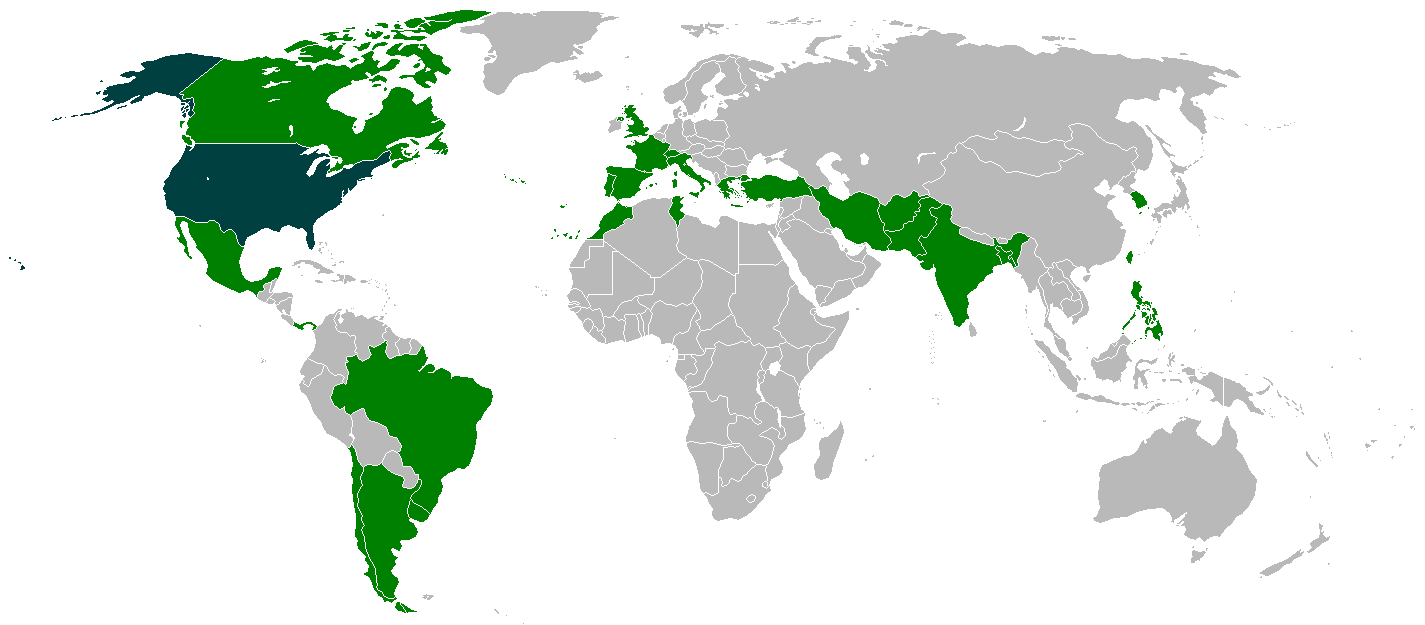
Pays visités par Eisenhower sous sa présidence.

|    | Dates                       | Pays                         | Lieux                                              | Raisons du déplacement |
| -- | --------------------------- | ---------------------------- | -------------------------------------------------- | --- |
| 1  | 2 au 5 décembre 1952        | Corée du Sud                 | Séoul                                              | Visite de la zone des combats (en tant que président-élu). |
| 2  | 19 octobre 1953             | Mexique                      | Nueva Ciudad Guerrero                              | Inauguration du barrage Falcon aux côtés du président Adolfo Ruiz Cortines. |
| 3  | 13 au 15 novembre 1953      | Canada                       | Ottawa                                             | Visite officielle. Rencontre avec le gouverneur général Vincent Massey et le Premier ministre Louis St-Laurent. Discours au Parlement canadien.                                          |
| 4  | 4 au 8 décembre 1953        | Bermudes                     | Hamilton                                           | Conférence des Bermudes avec le Premier ministre britannique Winston Churchill et le président du Conseil français Joseph Laniel.                                                        |
| 5  | 16 au 23 juillet 1955       | Suisse                       | Genève                                             | Sommet de Genève avec le Premier ministre britannique Anthony Eden, le président du Conseil français Edgar Faure et le président du Conseil des ministres soviétique Nikolaï Boulganine. |
| 6  | 21 au 23 juillet 1956       | Panama                       | Panama                                             | Sommet des présidents des républiques d'Amérique. |
| 7  | 20 au 24 mars 1957          | Bermudes                     | Hamilton                                           | Rencontre avec le Premier ministre britannique Harold Macmillan. |
| 8  | 14 au 19 décembre 1957      | France                       | Paris                                              | Premier sommet de l'OTAN. |
| 9  | 8 au 11 juillet 1958        | Canada                       | Ottawa                                             | Visite informelle. Rencontre avec le gouverneur général Vincent Massey et le Premier ministre John Diefenbaker. Discours au Parlement canadien.                                          |
| 10 | 19 au 20 février 1959       | Mexique                      | Acapulco                                           | Rencontre informelle avec le président Adolfo López Mateos. |
| 11 | 26 juin 1959                | Canada                       | Montréal                                           | Présence à la cérémonie d'ouverture de la voie maritime du Saint-Laurent aux côtés de la reine Élisabeth II.                                                                             |
| 12 | 26 au 27 août 1959          | Allemagne de l'Ouest         | Bonn                                               | Rencontre informelle avec le chancelier Konrad Adenauer et le président Theodor Heuss.                                                                                                   |
| 12 | 27 août au 2 septembre 1959 | Royaume-Uni                  | Londres Balmoral Chequers                          | Visite informelle. Rencontre avec le Premier ministre Harold Macmillan et la reine Élisabeth II.                                                                                         |
| 12 | 2 au 4 septembre 1959       | France                       | Paris                                              | Rencontre informelle avec le président Charles de Gaulle et le Premier ministre italien Antonio Segni. Discours au Conseil de l'Atlantique nord.                                         |
| 12 | 4 au 7 septembre 1959       | Royaume-Uni                  | Château de Culzean                                 | Séjour de repos avant le retour aux États-Unis. |
| 13 | 4 au 6 décembre 1959        | Italie                       | Rome                                               | Visite informelle. Rencontre avec le président Giovanni Gronchi. |
| 13 | 6 décembre 1959             | Vatican                      | Palais du Vatican                                  | Audience avec le pape Jean XXIII. |
| 13 | 6 au 7 décembre 1959        | Turquie                      | Ankara                                             | Visite informelle. Rencontre avec le président Celâl Bayar. |
| 13 | 7 au 9 décembre 1959        | Pakistan                     | Karachi                                            | Visite informelle. Rencontre avec le président Muhammad Ayub Khan. |
| 13 | 9 décembre 1959             | Afghanistan                  | Kaboul                                             | Visite informelle. Rencontre avec le roi Mohammad Zaher Shah. |
| 13 | 9 au 14 décembre 1959       | Inde                         | New Delhi Agra                                     | Rencontre avec le président Rajendra Prasad et le Premier ministre Jawaharlal Nehru. Discours au Parlement indien.                                                                       |
| 13 | 14 décembre 1959            | Iran                         | Téhéran                                            | Rencontre avec le shah Mohammad Reza Pahlavi. Discours au Parlement iranien. |
| 13 | 14 au 15 décembre 1959      | Grèce                        | Athènes                                            | Visite officielle. Rencontre avec le roi Paul Ier et le Premier ministre Konstantínos Karamanlís. Discours au Parlement grec.                                                            |
| 13 | 17 décembre 1959            | Tunisie                      | Tunis                                              | Rencontre avec le président Habib Bourguiba. |
| 13 | 18 au 21 décembre 1959      | France                       | Toulon Paris                                       | Rencontre avec le président Charles de Gaulle, le Premier ministre britannique Harold Macmillan et le chancelier ouest-allemand Konrad Adenauer.                                         |
| 13 | 21 au 22 décembre 1959      | Espagne                      | Madrid                                             | Rencontre avec le généralissime Francisco Franco. |
| 13 | 22 décembre 1959            | Maroc                        | Casablanca                                         | Rencontre avec le roi Mohammed V. |
| 14 | 23 au 26 février 1960       | Brésil                       | Brasília Rio de Janeiro São Paulo                  | Rencontre avec le président Juscelino Kubitschek. Discours au Congrès brésilien. |
| 14 | 26 au 29 février 1960       | Argentine                    | Buenos Aires Mar del Plata San Carlos de Bariloche | Rencontre avec le président Arturo Frondizi. |
| 14 | 29 février au 2 mars 1960   | Chili                        | Santiago                                           | Rencontre avec le président Jorge Alessandri. |
| 14 | 2 au 3 mars 1960            | Uruguay                      | Montevideo                                         | Rencontre avec le président Benito Nardone. Retour aux États-Unis par Buenos Aires et le Suriname.                                                                                       |
| 15 | 15 au 19 mai 1960           | France                       | Paris                                              | Rencontre avec le président Charles de Gaulle, le Premier ministre britannique Harold Macmillan et le président du Conseil des ministres soviétique Nikita Khrouchtchev.                 |
| 15 | 19 au 20 mai 1960           | Portugal                     | Lisbonne                                           | Visite officielle. Rencontre avec le président Américo Tomás. |
| 16 | 14 au 16 juin 1960          | Philippines                  | Manille                                            | Visite officielle. Rencontre avec le président Carlos P. García. |
| 16 | 18 au 19 juin 1960          | République de Chine (Taïwan) | Taipei                                             | Visite officielle. Rencontre avec le président Tchang Kaï-chek. |
| 16 | 19 au 20 juin 1960          | Corée du Sud                 | Séoul                                              | Rencontre avec le Premier ministre Ho Chong. Discours à l'Assemblée nationale sud-coréenne.                                                                                              |
| 17 | 24 octobre 1960             | Mexique                      | Ciudad Acuña                                       | Visite informelle. Rencontre avec le président Adolfo López Mateos. |

## Politique intérieure

### «Républicanisme moderne»

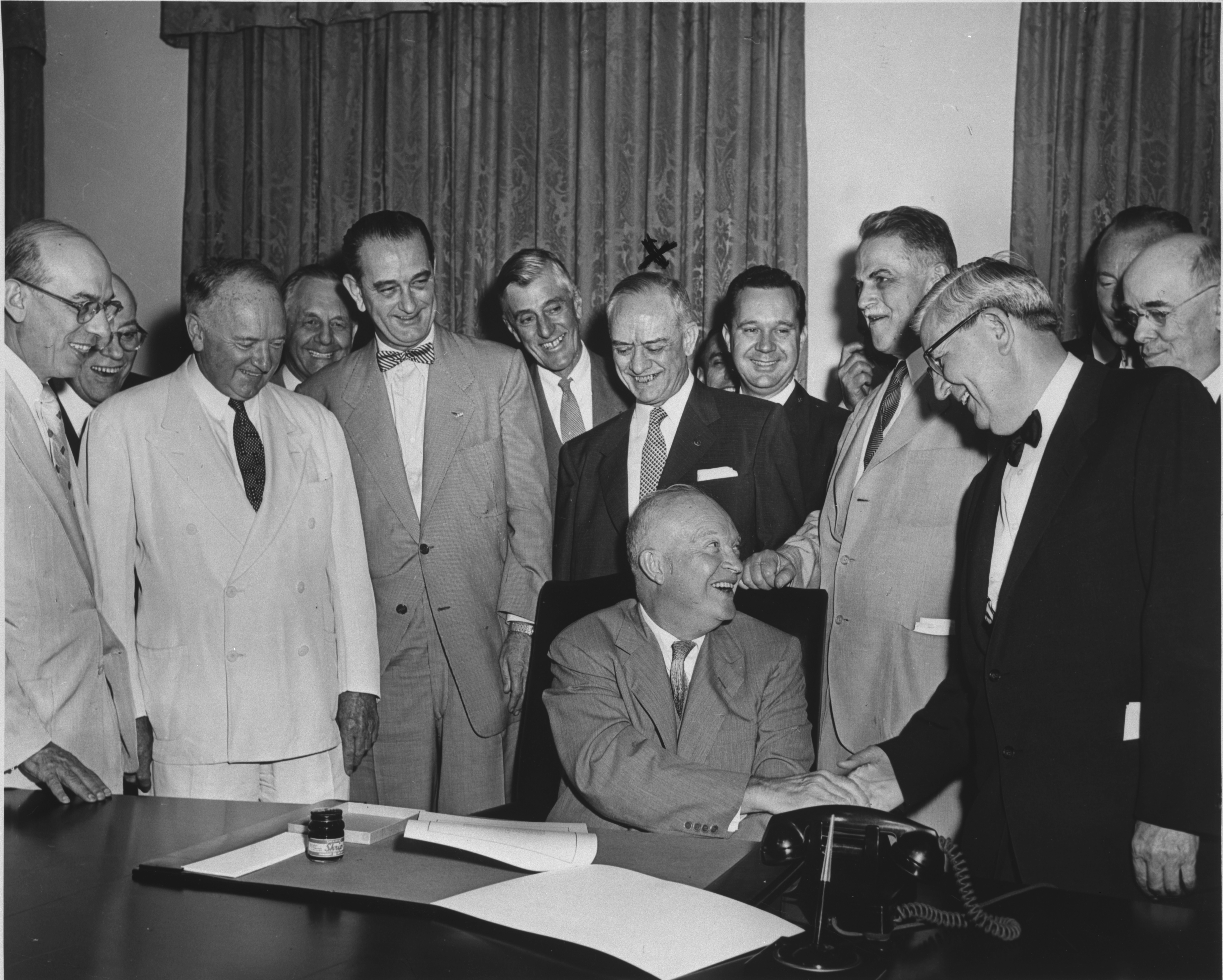
Eisenhower et le chef de la majorité démocrate au Sénat Lyndon B. Johnson (en nœud papillon à gauche) lors de la ratification d'un texte de loi dans le Bureau ovale en juin 1955.

Le positionnement politique d'Eisenhower, décrit par les contemporains sous le nom de « républicanisme moderne », se voulait à mi-chemin du progressisme du New Deal et du conservatisme de la vieille garde du Parti républicain. À la suite des élections de 1952, les républicains détenaient une courte majorité dans les deux chambres du Congrès et la faction conservatrice, sous l'impulsion du sénateur Robert Taft, proposa de nombreuses lois visant à réduire la place du gouvernement fédéral dans la société américaine. Eisenhower, qui avait vivement combattu en son temps le Fair Deal de Truman, était partisan de certaines de ces réformes mais se déclara favorable au maintien de la Sécurité sociale et d'autres programmes hérités du New Deal qu'il considérait comme bénéfiques pour le plus grand nombre. De fait, s'il présida à une baisse des dépenses intérieures et diminua les subventions accordées aux agriculteurs (Agricultural Act of 1954), il ne fit rien pour abolir plusieurs programmes sociaux emblématiques tels que la Sécurité sociale ou la Tennessee Valley Authority qui demeurèrent en place pendant toute la durée de son administration.
Les élections de mi-mandat de 1954 furent défavorables aux républicains qui ne regagnèrent leur majorité dans l'une ou l'autre chambre du Congrès que bien des années après la fin de la présidence d'Eisenhower. Cependant, du fait de sa personnalité consensuelle, le président entretint des relations de travail harmonieuses avec le président de la Chambre des représentants Sam Rayburn et le chef de la majorité au Sénat Lyndon B. Johnson. Alors que plusieurs éminents progressistes du Congrès, à l'instar d'Hubert Humphrey et Paul Douglas, réclamaient une augmentation des investissements fédéraux dans l'éducation, la mise en place d'un système national d'assurance santé et l'octroi d'aides gouvernementales en faveur des régions les plus pauvres, Rayburn et Johnson tolérèrent dans une large mesure les politiques relativement conservatrices d'Eisenhower en la matière. Au sein de son propre parti, Eisenhower était très apprécié des modérés mais se heurtait fréquemment aux républicains conservateurs du Congrès, en particulier dans le domaine de la politique étrangère. Le biographe Jean Edward Smith décrit la relation entre Rayburn, Johnson et Eisenhower de la manière suivante :

« Ike, LBJ et « M. Sam » ne se faisaient pas entièrement confiance et n'étaient pas d'accord sur tous les sujets, mais ils se comprenaient et n'avaient aucune difficulté à travailler ensemble. Eisenhower continua à rencontrer régulièrement les dirigeants républicains ; mais ses séances hebdomadaires avec Rayburn et Johnson, généralement le soir, autour d'un verre, étaient bien plus productives. Pour Johnson et Rayburn, coopérer avec Ike était une stratégie astucieuse. Eisenhower était immensément populaire dans le pays […]. En soutenant un président républicain contre la vieille garde de son propre parti, les démocrates espéraient partager la popularité d'Ike. »

### Économie
| Année   | Revenus | Dépenses | Surplus/ Déficit | PIB     | Dette en % du PIB |
| ------- | ------- | -------- | ---------------- | ------- | ----------------- |
| 1953    | 69,6    | 76,1     | -6,5             | 382,1   | 57,2              |
| 1954    | 69,7    | 70,9     | -1,2             | 387,2   | 58,0              |
| 1955    | 65,5    | 68,4     | -3,0             | 406,3   | 55,8              |
| 1956    | 74,6    | 70,6     | 3,9              | 438,3   | 50,7              |
| 1957    | 80,0    | 76,6     | 3,4              | 463,4   | 47,3              |
| 1958    | 79,6    | 82,4     | -2,8             | 473,5   | 47,8              |
| 1959    | 79,2    | 92,1     | -12,8            | 504,6   | 46,5              |
| 1960    | 92,5    | 92,2     | 0,3              | 534,3   | 44,3              |
| 1961    | 94,4    | 97,7     | -3,3             | 546,6   | 43,6              |
| Sources | [ 137 ] | [ 137 ]  | [ 137 ]          | [ 138 ] | [ 139 ]           |

Eisenhower était un conservateur fiscal qui croyait, tout comme Taft, au principe d'autorégulation de l'économie de marché. Dans le même temps, le taux marginal d'imposition s'établit au cours de sa présidence à 91 %, soit l'un des niveaux les plus élevés de son histoire. Avec l'élection de majorités républicaines au Congrès en 1952, les conservateurs exhortèrent le président à soutenir des projets de baisses d'impôts mais ce dernier, plus soucieux d'équilibrer le budget, refusa d'agir en ce sens « jusqu'à ce que nous ayons en vue un programme de dépenses attestant de ce que les sources de revenus et de dépenses seront équilibrées ». Sous son administration, Eisenhower maintint la dette nationale à un niveau modeste tandis que l'inflation demeura proche de zéro ; en outre, trois de ses huit budgets furent excédentaires.
Le président s'appuya également sur le legs du New Deal mais selon une méthode qui reflétait ses convictions en matière d'efficacité et de rentabilité. Il approuva une extension importante de la Social Security au moyen d'un programme autofinancé et soutint des mesures adoptées sous l'administration de Franklin D. Roosevelt telles que le revenu minimum et le logement public. Il augmenta par ailleurs de façon significative les dépenses fédérales consacrées à l'éducation et lança la construction des autoroutes inter-États qu'il considérait cependant moins comme une opportunité de créer des emplois que comme un investissement nécessaire à la défense du pays. Dans sa correspondance, Eisenhower écrivit : 

« Si un parti quelconque tentait d'abolir la sécurité sociale et d'éliminer les lois sur le travail ainsi que les programmes agricoles, vous n'entendriez plus parler de ce parti dans notre histoire politique. Il existe bien sûr un petit groupe de dissidents qui croit que l'on peut faire ces choses […] Leur nombre est négligeable et ce sont des imbéciles. »

Les années 1950 furent une période d'expansion économique pour les États-Unis même si le rythme de la croissance fut plus faible que dans la décennie suivante. Le produit intérieur brut (PIB) passa de 355,3 milliards de dollars en 1950 à 487,7 milliards en 1960. Quant au taux de chômage, il fut généralement faible, sauf en 1958. Il y eut trois récessions sous la présidence d'Eisenhower : de juillet 1953 à mai 1954, d'août 1957 à avril 1958 et enfin d'avril 1960 à février 1961, toutes causées par un resserrement excessif de la masse monétaire par la Réserve fédérale dans le but d'éliminer l'inflation qui persistait depuis la fin de la Seconde Guerre mondiale,. En parallèle, les dépenses publiques mesurées en pourcentage du PIB chutèrent de 20,4 % à 18,4 %, ce qui ne s'est plus reproduit sous aucune administration depuis lors. Les dépenses liées au secteur de la défense, qui s'élevaient à 50,4 milliards pour l'année fiscale 1953, n'étaient plus que de 40,3 milliards en 1956 mais remontèrent à 46,6 milliards en 1959. Si les sommes consacrées à l'entretien de l'appareil militaire ne dépassèrent jamais les montants engagés dans les derniers temps de l'administration Truman, le budget alloué à la défense sous Eisenhower fut toujours équivalent à 10 % ou plus du PIB national, ce qui était bien supérieur à ce qu'il avait été durant la période antérieure à la guerre de Corée. De leur côté, les marchés financiers se portèrent à merveille sous la présidence d'Eisenhower avec un Dow Jones Industrial Average qui fit plus que doubler (de 288 à 634 points), tandis que les revenus individuels étaient en hausse de 45 %. En raison des prêts à faible taux du gouvernement, de l'introduction de la carte de crédit et d'autres facteurs, la dette privée globale ― hors sociétés ― atteignit 263,3 milliards de dollars en 1960 alors qu'elle n'était que de 104,8 milliards en 1950.
Le dynamisme du commerce était quant à lui bien réel puisque les États-Unis produisaient en 1955 50 % des marchandises échangées dans le monde tandis que de nombreux flux de capitaux étaient dirigés vers des pays comme la Turquie, l'Inde ou la Corée du Sud au titre de l'aide internationale. L'économie américaine commençait néanmoins à souffrir de la concurrence de certaines nations développées telles que le Japon ainsi que d'une balance commerciale devenue déficitaire à partir de 1958.

### Immigration
Au début des années 1950, les groupes ethniques des États-Unis se mobilisèrent pour faciliter l'admission des réfugiés européens qui avaient été chassés par la guerre ou par le Rideau de fer. Cette campagne déboucha sur le Refugee Relief Act de 1953 qui permit l'entrée de 214 000 immigrants issus des pays d'Europe sur le sol américain entre 1953 et 1956, c'est-à-dire bien au-delà des quotas qui étaient appliqués jusqu'alors. L'amélioration du statut des réfugiés en provenance d'Italie et d'Europe de l'Est, qui faisaient auparavant l'objet de nombreuses restrictions lors des contrôles aux frontières, était au cœur de cette nouvelle loi ; les immigrés italiens, au nombre de 60 000, formaient d'ailleurs le groupe de réfugiés le plus important. En dépit de cette nouvelle vague, le pourcentage d'individus nés à l'étranger continua de baisser, notamment du fait de la disparition progressive des immigrés arrivés aux États-Unis avant 1914, pour s'établir à 5,4 % en 1960. Le pourcentage d'individus nés en territoire américain mais dont au moins un parent était d'origine étrangère chuta également à son niveau le plus bas, soit 13,4 %.
En réponse à une polémique qui agitait l'opinion publique, principalement en Californie, au sujet du coût des services prodigués aux immigrants mexicains illégaux, Eisenhower chargea Joseph Swing, directeur du Service de l'immigration et de la naturalisation, de reprendre le contrôle de la frontière. Le 17 juin 1954, Swing déclencha l'opération Wetback qui se solda par la capture et l'expulsion de nombreux immigrants sans-papiers dans divers secteurs de la Californie, de l'Arizona et du Texas. Selon les statistiques fournies ultérieurement par la Patrouille frontalière, environ 1,3 million de personnes auraient été expulsées ou auraient quitté volontairement le territoire des États-Unis sous la menace d'une expulsion en 1954 mais ce nombre est considéré par certains spécialistes comme excessif voire impossible à vérifier,. Dans le même temps, le nombre d'immigrants légaux en provenance du Mexique continua de croître rapidement durant cette période pour atteindre 18 454 personnes en 1953 et 65 047 en 1956.

### Maccarthysme

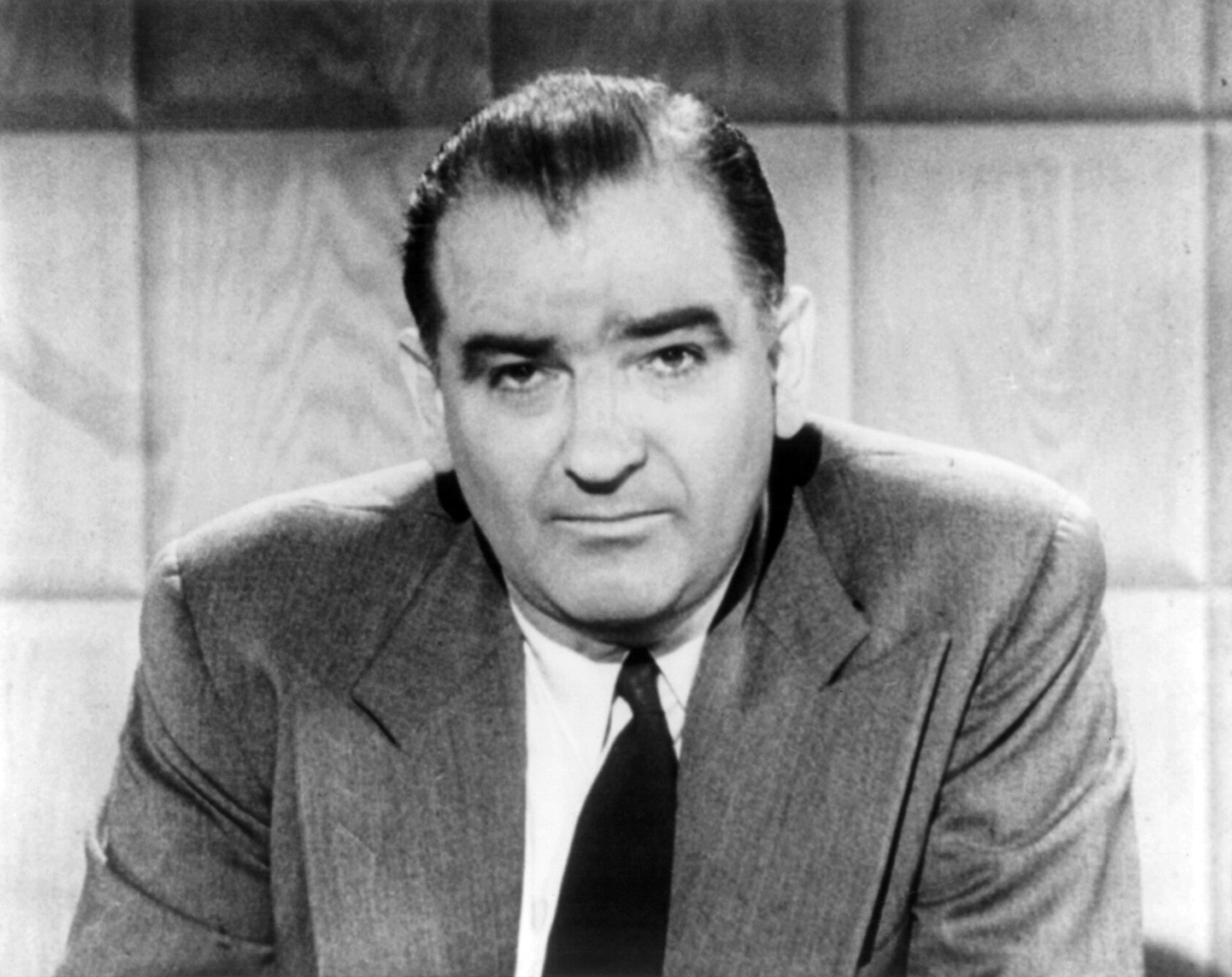
Le sénateur Joseph McCarthy en 1954.

Au commencement de la guerre froide, la Chambre des représentants avait créé un comité chargé d'enquêter sur les individus qui se livraient à des activités jugées contraires à l'intérêt du pays ; à la même époque, au Sénat, l'établissement d'un comité similaire propulsa le sénateur républicain du Wisconsin Joseph McCarthy au rang de figure nationale et de chef de file du mouvement anticommuniste. Même si McCarthy bénéficiait toujours d'une popularité confortable lorsqu'Eisenhower entra en fonction, ses attaques incessantes contre le département d'État et l'armée et son mépris ostensible de toute procédure régulière de justice offensèrent bon nombre d'Américains. 
Eisenhower professait quant à lui secrètement son dégoût pour McCarthy et ses méthodes. Sa réticence à dénoncer publiquement les agissements du sénateur lui valut certes d'être critiqué jusque dans les rangs de ses plus proches conseillers mais le président s'activa en sous-main pour affaiblir la position de McCarthy. Au début de l'année 1954, alors que ce dernier accentuait ses investigations au sein de l'armée, Eisenhower réagit en publiant un rapport qui indiquait que McCarthy avait fait pression sur des responsables militaires pour octroyer un traitement de faveur à l'un de ses associés, G. David Schine. Il refusa également de laisser comparaître des membres de l'administration lors des audiences tenues par le Sénat pour arbitrer le conflit entre McCarthy et l'armée, ce qui contribua à l'arrêt de celles-ci. À la suite de ces événements, le sénateur Ralph Flanders déposa une motion de blâme à l'encontre de McCarthy qui fut votée à l'unanimité par les sénateurs démocrates et par la moitié de leurs collègues républicains. Cette décision ruina définitivement la carrière de McCarthy en tant que figure majeure de la politique américaine et celui-ci mourut d'une maladie du foie en 1957.

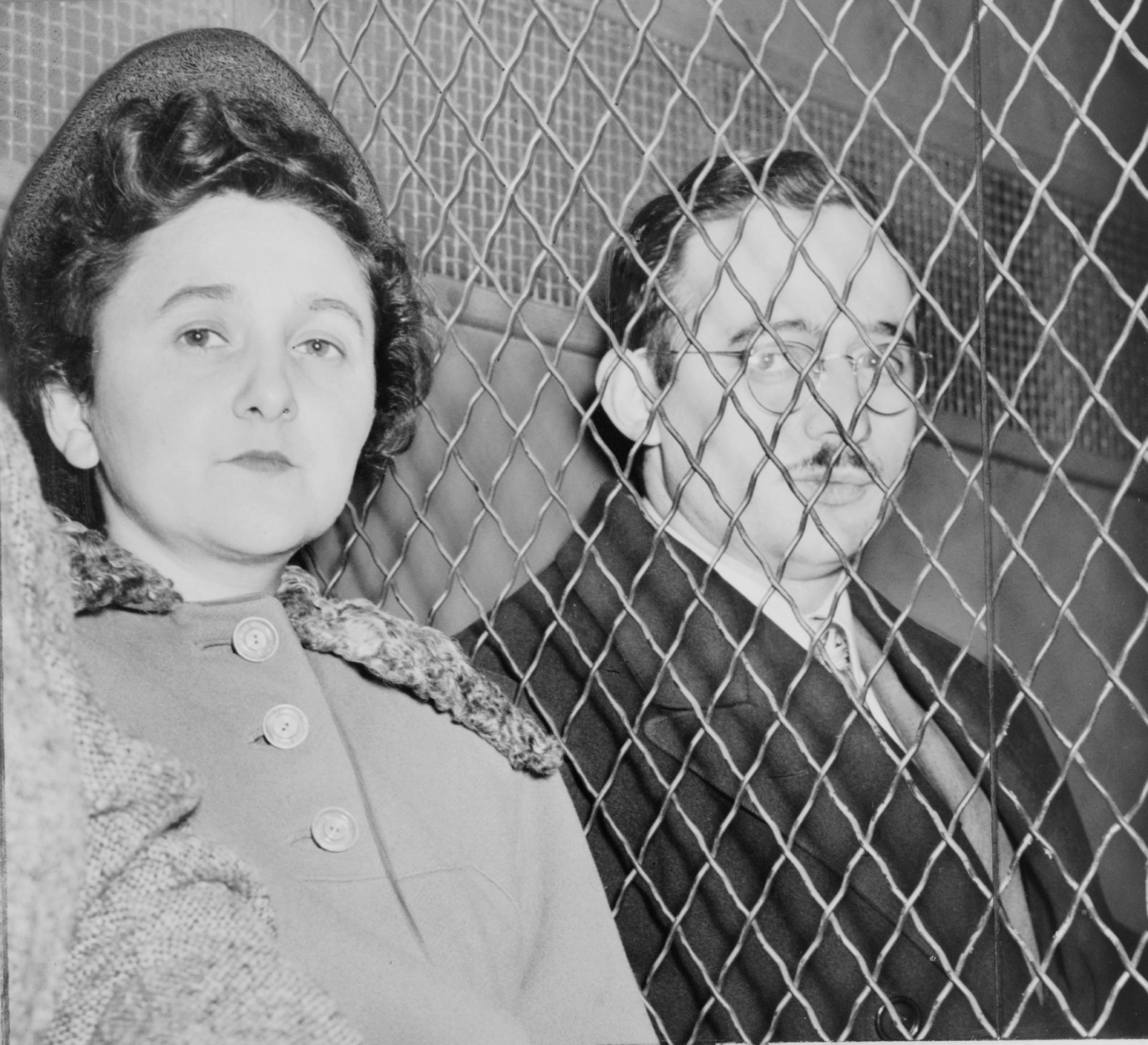
Ethel et Julius Rosenberg à l'issue de leur procès en avril 1951.

En dépit de ses désaccords avec McCarthy, Eisenhower était très attentif aux risques d'infiltration communiste et il autorisa les responsables des ministères à limoger tout employé dont l'attitude pourrait être considérée comme subversive à l'égard des États-Unis. Sous la direction de Dulles, le département d'État renvoya ainsi quelque 500 collaborateurs. Eisenhower approuva également en 1956 un programme du FBI baptisé COINTELPRO qui se proposait d'élargir les compétences de cette agence en matière de surveillance à l'échelle nationale. L'année suivante, la Cour suprême rendit toutefois plusieurs décisions de justice qui renforçait les garanties constitutionnelles et diminuait la portée de la loi Smith, ce qui entraîna une baisse du nombre de procès intentés à des individus suspectés de communisme à la fin des années 1950. Durant la première année de sa présidence, Eisenhower refusa de gracier Ethel et Julius Rosenberg, deux citoyens américains qui avaient été condamnés à mort en 1951 pour avoir divulgué des secrets nucléaires à l'URSS. La fermeté du président américain provoqua, en la circonstance, une mobilisation internationale en faveur des époux Rosenberg, aussi bien à travers des manifestations et des éditoriaux dans la presse étrangère — y compris pro-américaine — qu'un appel à la clémence du pape. Eisenhower, qui bénéficiait du soutien de son opinion publique et des médias américains, ignora ces protestations et les Rosenberg furent exécutés sur la chaise électrique en juillet 1953.
L'une des raisons qui poussa Eisenhower à se montrer prudent envers McCarthy était son souci de préserver la Commission sur l'énergie atomique (AEC) de la « chasse aux sorcières » menée par le sénateur du Wisconsin, dont les investigations auraient pu perturber les travaux de l'AEC sur le développement de la bombe à hydrogène et d'autres programmes d'armements,. En décembre 1953, le président fut informé que Robert Oppenheimer, l'un des plus grands spécialistes américains de physique nucléaire, était accusé de se livrer à l'espionnage pour le compte de l'Union soviétique. Même si Eisenhower ne crut jamais vraiment au bien-fondé de ces allégations, il ordonna, en janvier 1954, d'écarter Oppenheimer de toute activité en lien avec le secteur de la défense. Un peu plus tard dans l'année se déroula l'audition de sécurité de ce dernier à l'issue de laquelle il fut jugé qu'Oppenheimer n'était plus apte à servir les États-Unis. Cette affaire suscita à l'époque, ainsi que dans les années qui suivirent, de nombreuses controverses ; Oppenheimer, en particulier, fut fréquemment présenté comme une victime du maccarthysme. Le traitement infligé au physicien eut également une influence négative sur l'image d'Eisenhower qui, ignorant des détails du dossier, s'en était remis — sans doute de façon excessive — aux avis de ses proches collaborateurs, en particulier celui du président de l'AEC Lewis Strauss.

### Droits civiques

#### Premier mandat
Dans les années 1950, les Afro-Américains des États du Sud étaient massivement confrontés à la privation de leurs droits civiques et à la ségrégation raciale dans les écoles, les toilettes et les fontaines à eau. La discrimination en matière d'emploi et de logement ― y compris dans le reste du pays ― était fréquente à leur encontre et les taux de pauvreté et de chômage au sein de leur communauté atteignaient des proportions alarmantes. La question des droits civiques s'imposa comme une préoccupation majeure de la scène nationale à partir des années 1940, notamment à la suite des atrocités perpétrées par l'Allemagne nazie. Le maintien de la ségrégation, en plus d'être nuisible aux relations des États-Unis avec les pays africains, ôtait en effet toute crédibilité aux discours américains sur la nécessité de la décolonisation et constituait un thème récurrent de la propagande soviétique. Le président Truman avait certes officiellement mis fin à la ségrégation dans les forces armées en 1948 mais l'application de cette mesure avait traîné en longueur, en partie à cause de l'hostilité des démocrates sudistes qui, pour la plupart, avaient voté en 1952 pour Eisenhower après que ce dernier eût exprimé son opposition à toute intervention du gouvernement fédéral dans le domaine de l'intégration raciale,.
Devenu président, Eisenhower s'empressa de finaliser le processus de déségrégation de l'armée et n'hésita pas à brandir la menace de restrictions budgétaires pour obliger les responsables militaires à se conformer à la loi. En mars 1953, il déclara aux journalistes : « partout où des fonds fédéraux sont dépensés, je ne vois pas comment un Américain peut justifier une discrimination dans la dépense de ces fonds ». Plus tard, lorsque le secrétaire à la Marine Robert B. Anderson écrivit dans un rapport que « la marine doit reconnaître les coutumes et les usages qui prévalent dans certaines zones géographiques de notre pays et que la marine n'a pas contribué à créer », Eisenhower rétorqua : « nous n'avons pas fait et nous ne ferons pas un seul pas en arrière. Il ne doit pas y avoir de citoyens de seconde zone dans ce pays ». Eisenhower souhaitait également mettre un terme à la discrimination à l'embauche pour les emplois fédéraux et dans les infrastructures publiques de la capitale. En dépit de ces initiatives, le président était toujours réticent à être impliqué dans le mouvement des droits civiques, que ce fût pour l'extension du droit de vote, la déségrégation des écoles publiques ou l'éradication de la discrimination à l'emploi. E. Frederick Morrow, le seul membre noir de l'administration républicaine, ne s'entretint avec Eisenhower qu'en de rares circonstances et estimait que ce dernier n'était guère préoccupé par la condition des Afro-Américains.
Le 17 mai 1954, la Cour suprême rendit une décision historique dans l'arrêt Brown v. Board of Education qui affirmait que les lois étatiques établissant la séparation entre les élèves noirs et blancs dans l'enseignement public étaient contraires à la Constitution. Alors que la Cour se préparait à officialiser son verdict, l'administration Eisenhower remit un mémoire d'amicus curiae pour recommander aux juges de se prononcer en faveur de la déségrégation. Eisenhower déclara néanmoins en privé au juge en chef Earl Warren que « ces [Blancs du Sud] ne sont pas de mauvaises personnes. Tout ce qui les préoccupe, c'est de veiller à ce que leurs gentilles petites filles ne soient pas obligées de s'asseoir à l'école à côté de gros nègres démesurés ». Toujours en privé, il condamna la décision de la Cour suprême qui, selon lui, « a fait reculer le progrès dans le Sud d'au moins quinze ans ». Dans sa réaction publique au jugement de la Cour, le président promit de faire appliquer la loi — « la Cour suprême s'est exprimé ; j'ai juré de faire respecter les processus constitutionnels dans ce pays et je m'y conformerai » — mais se garda bien de tout commentaire élogieux sur la décision des juges. Il en fut ainsi jusqu'à la fin de sa présidence au cours de laquelle, comme le souligne l'historien Robert Caro, Eisenhower ne soutint jamais « publiquement le jugement » ni n'affirma « que Brown était moralement juste ». Son silence conforta les dirigeants du mouvement des droits civiques dans l'idée qu'il était insensible aux souffrances quotidiennes des Afro-Américains et encouragea les ségrégationnistes à lutter contre l'intégration des écoles publiques. Une campagne de « résistance massive » fut ainsi organisée à l'initiative de ces derniers pour s'opposer violemment à tous ceux qui tentaient de déségréguer les établissements scolaires publics conformément à la nouvelle législation. Par ailleurs, en 1956, le Southern Manifesto qui réclamait l'abrogation de l'arrêt Brown fut signé par une majorité de parlementaires sudistes.
Un autre événement important de la lutte pour les droits civiques se produisit en 1955 à Montgomery, en Alabama, à la suite de l'arrestation de Rosa Parks, une couturière noire qui avait refusé de céder sa place à un Blanc dans un autobus. S'ensuivit un boycott des bus de la ville par la communauté noire, notamment à l'instigation de la Southern Christian Leadership Conference de Martin Luther King, qui se solda l'année suivante par la déségrégation des bus de Montgomery sur ordre de la Cour suprême,.

#### Second mandat
Face à la résistance de la classe politique du Sud, Eisenhower s'engagea plus avant dans l'élaboration d'un projet de loi sur les droits civiques. Celui-ci devait notamment permettre d'améliorer les conditions d'accès au droit de vote des Afro-Américains qui, pour environ 80 % d'entre eux, étaient exclus du processus électoral au milieu des années 1950. La loi fut adoptée sans grande difficulté à la Chambre des représentants mais fut vivement combattue au Sénat par le bloc sudiste qui ne consentit au passage du texte qu'après que celui-ci eût été en grande partie vidé de sa substance. En dépit des pressions exercées par certains dirigeants de la communauté noire pour l'inciter à rejeter un projet de loi qui était loin de satisfaire leurs attentes, Eisenhower promulgua le Civil Rights Act de 1957 qui fut la première loi fédérale destinée à protéger les droits des Afro-Américains depuis la fin de la Reconstruction. Tout en créant la Commission sur les droits civiques et une division du département de la Justice chargée de veiller au respect de ces droits, la nouvelle législation stipulait également que tout individu accusé d'interférer avec le droit de vote des Afro-Américains bénéficierait d'un procès avec jury, ce qui rendait la loi inefficace dans la mesure où jamais les jurés blancs du Sud ne condamneraient une personne jugée pour tentative d'obstruction aux droits civiques des Noirs.

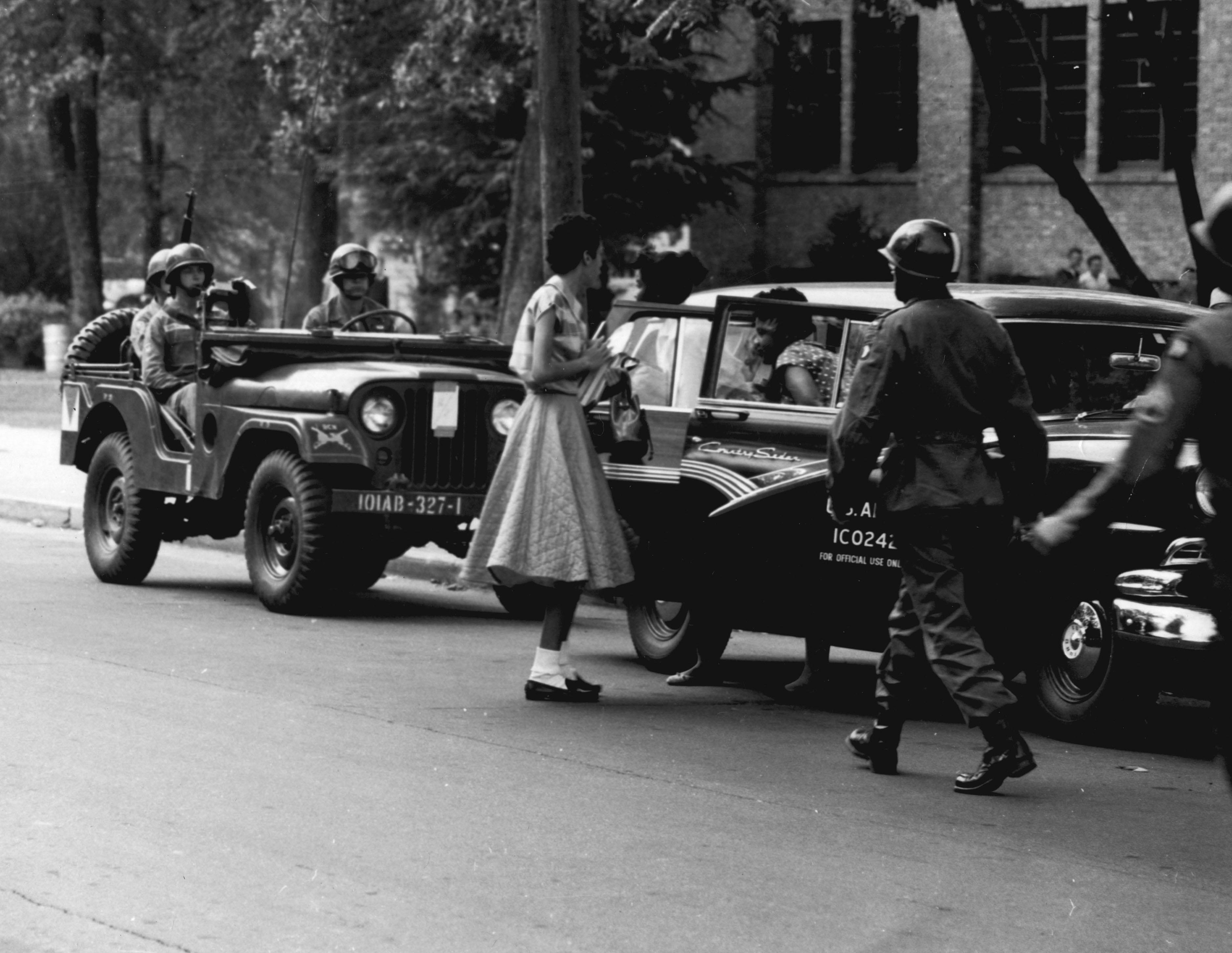
Des soldats de la division aéroportée escortant les Neuf de Little Rock à la Central High School, en septembre 1957.

Eisenhower espérait malgré tout que l'entrée en vigueur du Civil Rights Act permettrait, au moins temporairement, d'évacuer la question des droits civiques du devant de la scène politique mais les événements survenus en Arkansas en décidèrent autrement. Dans cet État du sud des États-Unis, le conseil scolaire de la ville de Little Rock avait mis en place, conformément à la législation fédérale, un programme de déségrégation dont l'application concrète devait démarrer à la Little Rock Central High School. De peur que cette initiative ne mît en péril sa réélection, le gouverneur Orval Faubus mobilisa la garde nationale de l'Arkansas afin d'empêcher neuf étudiants noirs, baptisés les « Neuf de Little Rock », d'accéder à l'établissement. Eisenhower, qui avait jusqu'à présent rejeté toute prise de position ferme dans le domaine des droits civiques, fit prévaloir en la circonstance l'autorité du gouvernement. Alors que le gouverneur Faubus refusait de retirer la garde nationale et qu'une foule hostile interdisait toujours aux adolescents noirs de pénétrer à l'intérieur de l'école, le président signa l'ordre exécutif 10730 qui fédéralisait la garde nationale de l'État et dépêchait 1 000 parachutistes de la 101e division aéroportée pour permettre aux « Neuf » d'assister aux cours de la Central High School. Quoique vaincu, Faubus critiqua l'intervention d'Eisenhower qui, selon lui, avait transformé Little Rock en « territoire occupé » ; en 1958, il annonça la fermeture de tous les lycées de la ville en guise de représailles mais cette mesure ne fut que temporaire.
Vers la fin de son second mandat, Eisenhower proposa une seconde loi visant à garantir, autant que possible, le droit de vote des Afro-Américains mais le Congrès édulcora à nouveau le texte qu'Eisenhower accepta néanmoins de ratifier le 6 mai 1960. À cette date, la plupart des Américains de couleur continuaient d'être privés de leurs droits civiques même si 6,4 % des élèves noirs du Sud fréquentaient désormais des écoles intégrées et que plusieurs milliers de citoyens noirs s'étaient inscrits sur les listes électorales. Marie-France Toinet écrit cependant que « dix ans après Brown, dans les onze États de la Confédération, 1,1 % seulement des enfants noirs étaient éduqués dans des écoles intégrées ».

#### Peur violette
L'administration Eisenhower contribua à propager la « peur violette » initiée par le sénateur McCarthy à l'encontre des personnes homosexuelles. En avril 1953, le président signa l'ordre exécutif 10450 qui faisait de la « perversion sexuelle » un délit susceptible de porter atteinte à la sécurité nationale. Sous la présidence d'Eisenhower, près de 5 000 employés fédéraux furent ainsi renvoyés du fait de leur homosexualité ― réelle ou supposée ― tandis que plusieurs milliers de candidats à des postes gouvernementaux furent écartés pour des raisons similaires. De 1947 à 1961, le nombre d'individus licenciés en fonction de leur orientation sexuelle dépassa largement celui des renvois motivés par l'appartenance au Parti communiste. Les autorités s'efforcèrent d'ailleurs de répandre l'idée selon laquelle « homosexuel » était synonyme de « traître communiste » afin d'assimiler les personnes LGBT à des ennemis de l'intérieur.

### Développement des autoroutes inter-États

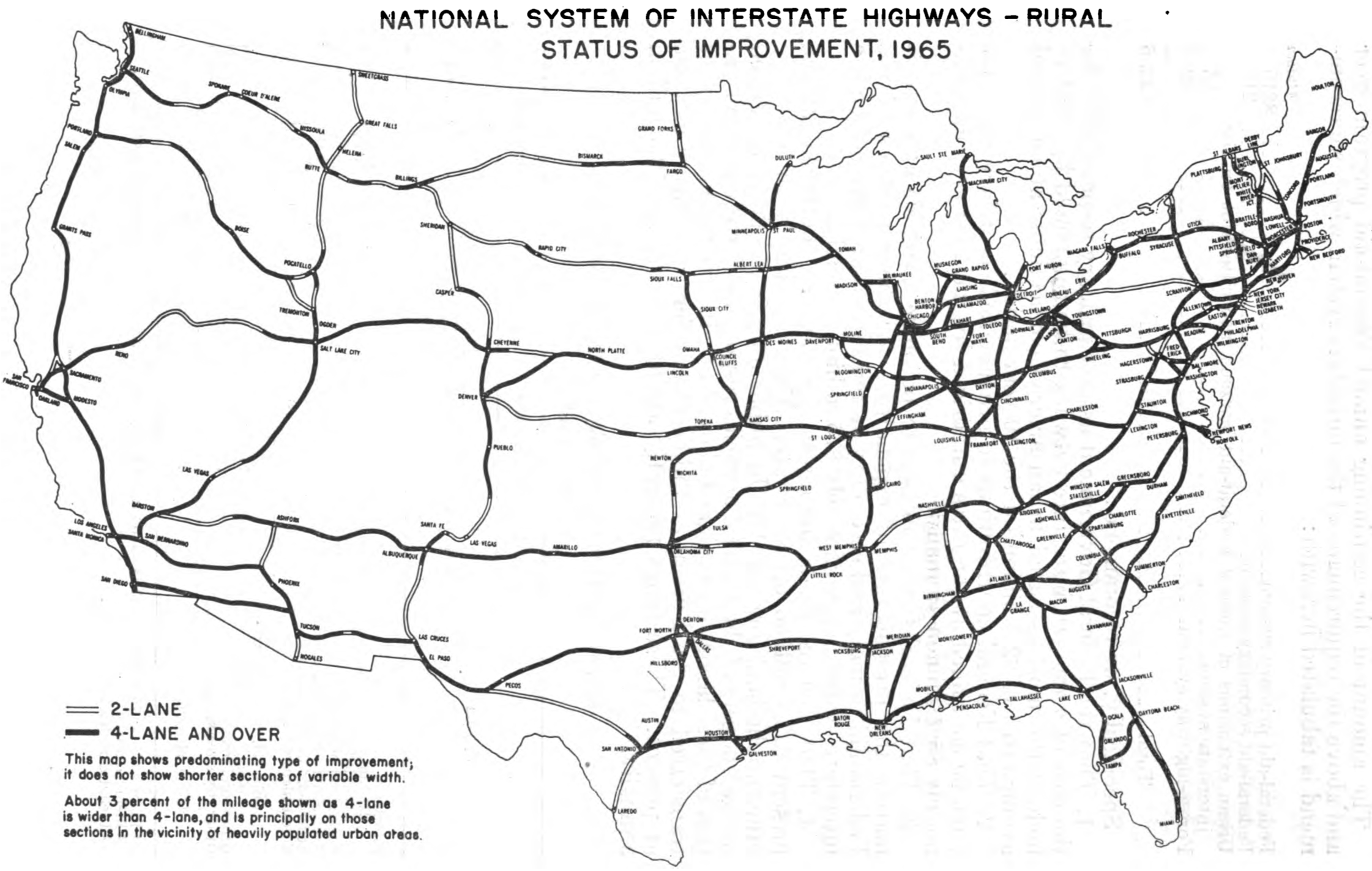
Carte de 1955 montrant l'état d'avancement du réseau autoroutier américain tel qu'envisagé en 1965.

L'une des legs les plus durables de la présidence d'Eisenhower fut la mise en chantier des autoroutes inter-États qui fut approuvée par le Congrès avec le vote, en 1956, du Federal Aid Highway Act. L'historien James T. Patterson décrit ce texte comme la « seule loi importante » adoptée durant le premier mandat d'Eisenhower, en dehors de l'expansion de la Sécurité sociale. En 1954, le président avait nommé le général Lucius D. Clay à la tête d'un comité chargé d'élaborer un système d'autoroutes. Le soutien d'Eisenhower à ce projet était en grande partie motivé par son expérience lorsque, jeune officier de l'armée, il avait dû traverser le pays à bord d'un convoi militaire en 1919. Résumant les avantages que procurerait l'existence d'un tel réseau, Clay expliqua :

« Il était évident que nous avions besoin de meilleures autoroutes. Nous en avions besoin pour la sécurité, pour accueillir plus d'automobiles. Nous en avions besoin pour la défense, si cela s'avérait nécessaire. Et nous en avions besoin pour l'économie. Pas seulement comme une mesure de travaux publics, mais pour la croissance future,. »

Le comité dirigé par Clay proposa donc le lancement d'un programme étalé sur 10 ans et financé à hauteur de 100 milliards de dollars qui devait permettre la construction de plus de 60 000 km d'autoroutes et relier de la sorte toutes les villes américaines dont la population était supérieure à 50 000 habitants. Eisenhower était initialement favorable à un système de routes à péage mais il changea d'avis après que Clay lui eût fait remarqué que des infrastructures de ce genre n'étaient pas envisageables en dehors des régions du littoral à forte densité urbaine. En février 1955, le plan de Clay atterrit au Congrès où il emporta rapidement l'adhésion des sénateurs mais se heurta à une résistance plus vive de la part des démocrates de la Chambre qui ne souhaitaient pas recourir à l'emprunt public pour le financement des travaux. Eisenhower s'entendit en définitive avec les représentants du camp adverse pour la création d'un fonds spécial qui serait lui-même financé grâce à une taxe sur l'essence.
Même si le réseau autoroutier ne fut complètement achevé que dans les années 1990, bien au-delà des prévisions initiales et pour un coût total de 130 milliards de dollars, son développement a, selon l'historienne Marie-France Toinet, « littéralement transformé les États-Unis. Outre les emplois qu'il aura créés, il a véritablement fait de ce pays immense et divers un territoire unique (« E pluribus unum »), sans parler de l'impulsion donnée à l'industrie automobile (voitures et camions), du développement des banlieues et, au total, de la modernisation du pays ». En outre, la voie maritime du Saint-Laurent, dont la mise en chantier avait été approuvée par Eisenhower en mai 1954, entra en service en juin 1959 et permit d'ouvrir la région des Grands Lacs au trafic océanique.

### Programme spatial

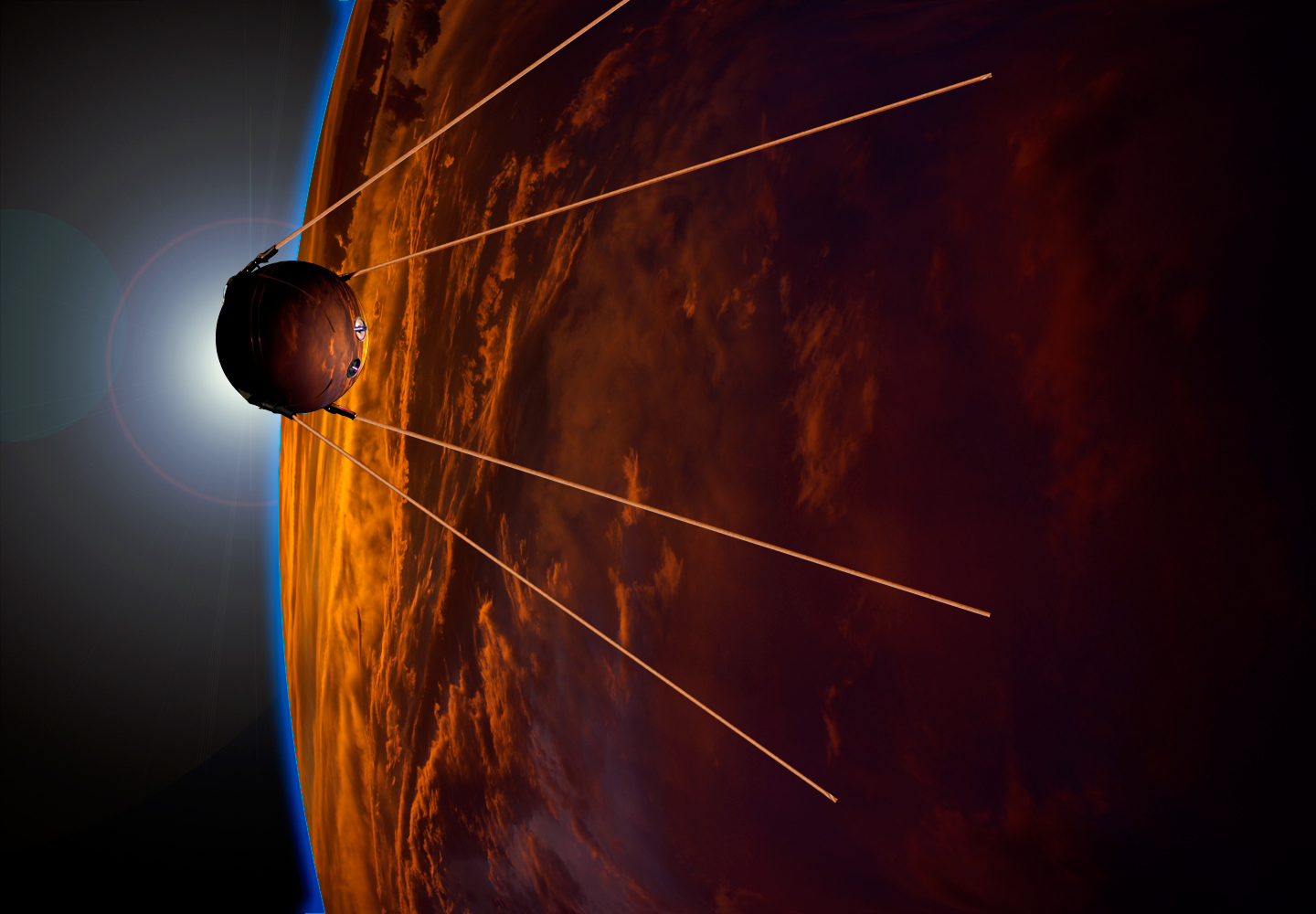
Vue d'artiste du satellite Spoutnik 1, dont la mise en orbite par les Soviétiques en 1957 impressionna les Américains.

En 1955, les États-Unis et l'URSS annoncèrent, à quatre jours d'intervalle, le lancement prochain de satellites artificiels dans l'espace. Le 29 juillet, le communiqué de la Maison-Blanche indiqua que les États-Unis lanceraient de « petits satellites tournant autour de la Terre » entre le 1er juillet 1957 et le 31 décembre 1958, au titre de la contribution américaine à l'Année géophysique internationale. La primeur revint cependant aux Soviétiques avec la mise en orbite, le 4 octobre 1957, du satellite Spoutnik qui stupéfia l'Amérique. Ce choc fut suivi trois mois plus tard par l'échec spectaculaire ― car retransmis à la télévision ― du lanceur américain Vanguard TV-3 dont la mésaventure lui valut d'être surnommé ironiquement « Flopnik » ou « Stay-putnik » (jeu de mots avec l'expression anglaise stay put signifiant « rester sur place »). 
Pour bon nombre d'observateurs, la mise en orbite de Spoutnik attestait des progrès de l'URSS en matière de technologie et, par conséquent, de la vulnérabilité des États-Unis dans ce domaine. Même si Eisenhower minimisa dans un premier temps l'ampleur de la prouesse soviétique, l'anxiété et la peur se firent rapidement jour au sein de l'opinion publique américaine ; de nombreux citoyens s'empressèrent de bâtir des abris antinucléaires tandis que l'Union soviétique clamait haut et fort son accession au statut de principale puissance mondiale. Comme l'observa le Premier ministre britannique Harold Macmillan lors d'une visite aux États-Unis en juin 1958, Eisenhower était « pour la première fois la cible d'une sévère attaque » depuis le début de sa présidence. Dans une lettre ouverte au New York Herald Tribune, intitulée « Les leçons de la défaite », l'économiste Bernard Baruch écrivit : « pendant que nous consacrons notre puissance industrielle et technologique à produire de nouveaux modèles d'automobiles et toujours plus de gadgets, l'Union soviétique conquiert l'espace. […] C'est la Russie, et non les États-Unis, qui a eu l'imagination d'accrocher son wagon aux étoiles ainsi que la capacité de viser la Lune et de la saisir. L'Amérique est inquiète. Elle devrait l'être ».
L'administration décida de répondre aux critiques par plusieurs initiatives stratégiques majeures. Elle commença par relancer le programme Explorer, qui avait jusqu'alors été supplanté par le programme Vanguard, pour la mise en orbite d'un satellite américain, ce qui fut fait le 31 janvier 1958 avec le lancement réussi d'Explorer 1. En février suivant, Eisenhower autorisa la mise sur pied de l'Agence pour les projets de recherche avancée ― plus tard renommée en Defense Advanced Research Projects Agency (DARPA) ― rattachée au département de la Défense pour développer de nouvelles technologies au profit de l'armée américaine. Le premier projet important confié à la nouvelle agence fut le satellite Corona qui était destiné à remplacer l'avion-espion U2 en matière de renseignement photographique. Le mois de juillet 1958 vit en outre la ratification par le président du National Aeronautics and Space Act qui donnait naissance à la NASA, l'agence spatiale civile américaine. La création de cette dernière répondait aux préoccupations de divers groupes d'intérêts tels que les scientifiques engagés dans la recherche fondamentale, le Pentagone désireux d'égaler les prouesses militaires soviétiques, les entreprises américaines en quête de nouveaux marchés et l'opinion publique de plus en plus favorable à l'exploration spatiale. La NASA prit en main la recherche sur les technologies spatiales qui avait été initiée par la DARPA ainsi que le programme de satellites habités de l'armée de l'air, le Man In Space Soonest qui devint le programme Mercury. 
Eisenhower fut également à l'origine des projets de fusées Saturn et F-1 qui constituèrent une étape importante dans les efforts déployés par les administrations successives pour remporter la course à l'espace. Enfin, en septembre 1958, il ratifia le National Defense Education Act qui prévoyait de renforcer — avec le soutien financier de l'État fédéral — l'enseignement des sciences et des langues étrangères dans les écoles du pays.

### Relations avec les syndicats
Le nombre de travailleurs syndiqués atteignit son apogée au milieu des années 1950, date à laquelle il représentait environ un quart de la main-d'œuvre totale. En 1955, le Congrès des organisations industrielles et la Fédération américaine du travail fusionnèrent pour donner naissance à l'AFL-CIO, la plus grande centrale syndicale des États-Unis. Contrairement à certains de ses prédécesseurs, le dirigeant de l'AFL-CIO George Meany ne fit pas grand-chose pour améliorer l'organisation des travailleurs sans qualifications ou qui étaient employés dans les États du Sud. À la fin de la décennie 1940 et tout au long des années 1950, les milieux d'affaires commencèrent à se mobiliser pour contrer l'influence des syndicats dont le poids s'était considérablement accru depuis la Grande Dépression. L'administration Eisenhower s'employa de son côté à accentuer le caractère antisyndical de la loi Taft-Hartley de 1947. Lors de sa campagne de 1952, Eisenhower avait affirmé ne pas vouloir remettre en cause les principaux acquis du New Deal, y compris dans le domaine syndical ; toutefois, selon Serge Denis, « ses conceptions conservatrices et traditionnelles ne promettaient pas un élargissement de ces droits et de ces politiques, mais prédisposaient plutôt à une interprétation comprimée et réduite du rôle du labor dans la société ».
De fait, la composition du National Labor Relations Board, chargé d'arbitrer les relations entre les patrons et les travailleurs, fut rééquilibrée en faveur du patronat même si cela ne se donna pas lieu, dans l'immédiat, à un virage conservateur significatif dans les décisions prises par cet organisme. Les crédits alloués au département du Travail furent également réduits. En outre, les syndicats furent ébranlés par diverses enquêtes menées par le pouvoir politique sur de possibles faits de corruption survenus en leur sein, en particulier dans le cas des Teamsters, le syndicat des camionneurs américains de Jimmy Hoffa. Celui-ci fit l'objet d'investigations très poussées de la part du comité sénatorial McClellan, censé traquer les pratiques abusives du patronat et des syndicats mais qui consacrait en réalité presque toute son attention aux malversations qui touchaient le milieu syndical. L'ampleur de ces abus fut d'ailleurs largement exagérée par la presse de l'époque en dépit de plusieurs cas de corruption avérés, comme chez les Teamsters. 
Les révélations sur ces pratiques motivèrent cependant le passage de la loi Landrum-Griffin de 1959 qui durcissait les conditions de l'activité syndicale et donnait aux autorités une possibilité de surveillance accrue sur les affaires internes des syndicats. Laurence Lizé et Catherine Sauviat écrivent ainsi que la nouvelle mesure « [soumet] les activités syndicales à un quasi-contrôle gouvernemental ». Eisenhower s'exprima publiquement en faveur du texte qui fut adopté au Congrès grâce à la coalition conservatrice formée des républicains et des démocrates sudistes. L'année précédente, les forces syndicales avaient néanmoins remporté un succès important sur les groupes patronaux majoritaires qui réclamaient l'extension — dans un certain nombre d'États qui en étaient encore dépourvus — du « droit de travailler », c'est-à-dire de la possibilité pour un travailleur d'exercer un emploi sans appartenir à une organisation syndicale. Cette campagne, menée dans le cadre des élections de mi-mandat de 1958 dont l'issue fut très défavorable aux conservateurs, se solda par un échec quasi-total, notamment du fait d'une contre-attaque efficace de l'AFL-CIO.

### Environnement
Du temps de la présidence d'Eisenhower, le mouvement écologiste n'en était encore qu'à ses balbutiements, bien loin de l'ampleur qu'il devait acquérir par la suite dans les années 1970. Un vif débat opposait alors, d'une part, les progressistes et le Parti démocrate, qui souhaitaient un contrôle fédéral des ressources naturelles ― le seul moyen de coercition efficace à leurs yeux ― et, d'autre part, les conservateurs affiliés généralement au Parti républicain qui défendaient une gestion étatique ou locale, jugée plus favorable à la bonne marche des entreprises. Les termes de cette querelle s'inscrivaient, de manière plus large, dans le combat qui, depuis le commencement du XXe siècle, mettait aux prises les défenseurs de l'environnement, soucieux de protéger les parcs nationaux pour leur beauté intrinsèque, et les partisans de la croissance économique qui souhaitaient construire des barrages ou détourner des cours d'eau. Eisenhower se rallia au point de vue des conservateurs en déclarant, en décembre 1953, que la préservation de la nature ne consistait pas à « enfermer ou mettre hors d'atteinte les ressources de la possibilité de gaspillage ou d'usage » mais au contraire à promouvoir « l'utilisation intelligente de toutes les ressources dont nous disposons pour le bien-être et le bénéfice de tous les Américains »,. Dans le même temps, les progressistes et les militants de la cause environnementale se liguèrent contre le secrétaire à l'Intérieur Douglas McKay, un homme d'affaires peu au fait des enjeux écologiques, au motif qu'il encourageait le développement des sociétés minières sans tenir aucun compte de l'impact néfaste de ces dernières sur l'environnement. À la suite de cette controverse, McKay fut contraint de quitter le gouvernement en 1956.
Ce fut en politique étrangère qu'Eisenhower imprima le plus sa marque dans le domaine environnemental. En 1958, il soutint la convention de Genève sur la haute mer qui régulait le statut et les activités pratiquées dans les eaux internationales, au premier rang desquelles la pêche. Eisenhower plaida également en faveur de l'utilisation pacifique de l'énergie nucléaire pour la production d'électricité, avec des modalités de contrôle qui empêcherait toute bifurcation vers un usage militaire ; la question des déchets nucléaires était cependant encore loin de retenir l'attention.

### États admis dans l'Union

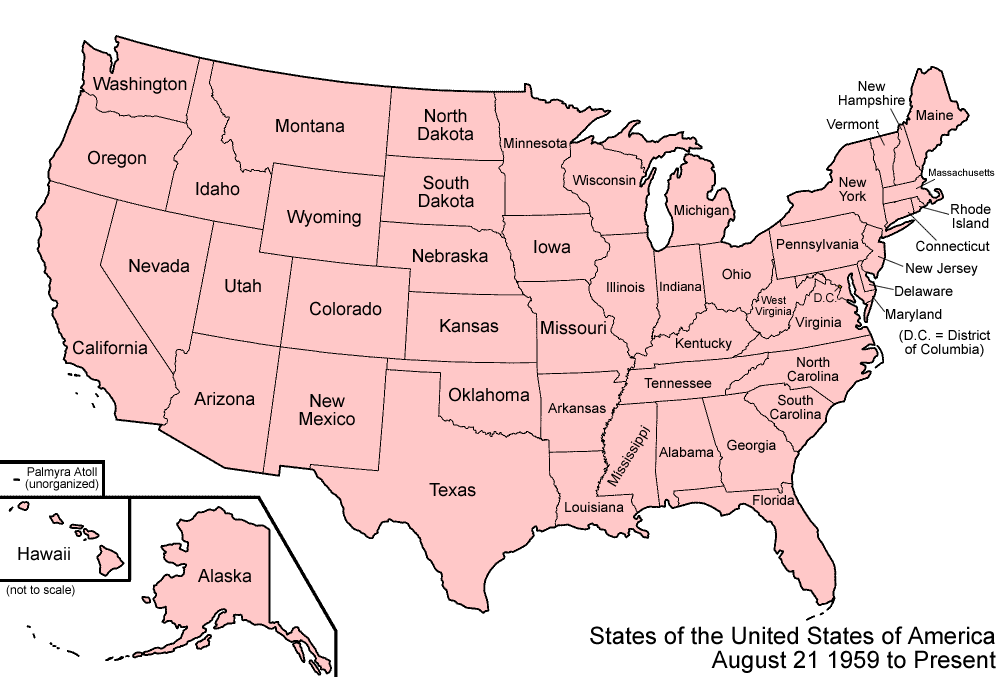
Les États des États-Unis en août 1959.

Lors de sa campagne de 1952, Eisenhower s'était prononcé en faveur de l'admission de l'Alaska et de Hawaï au sein de l'Union mais divers éléments retardèrent, dans les deux cas, l'octroi de ce statut. En effet, les élus sudistes du Congrès étaient hostiles à la reconnaissance d'Hawaï en tant qu'État du fait des caractéristiques ethniques de la population de l'archipel, majoritairement non blanche, alors que l'incertitude qui régnait au sujet du statut des bases militaires installées en Alaska persuada Eisenhower d'ajourner le processus d'admission pour ce territoire au début de sa présidence. Cependant, en 1958, la Maison-Blanche s'entendit avec le Congrès pour la rédaction d'une loi qui devait à la fois permettre l'entrée de l'Alaska au sein de l'Union et la réquisition de larges pans de la région pour le maintien des bases. En conséquence, Eisenhower ratifia l’Alaska Statehood Act en juillet 1958 et l'Alaska devint officiellement le 49e État des États-Unis le 3 janvier 1959. Deux mois plus tard, le président signa le Hawaii Admission Act qui permit à Hawaï de rejoindre à son tour l'Union en qualité de 50e État américain le 21 août 1959.

## Santé du président
Eisenhower fut le premier président en exercice à divulguer des informations sur son état de santé et ses bulletins médicaux. Son entourage s'efforça néanmoins de ne pas ébruiter certaines données sensibles qui, en élevant des doutes sur son aptitude à diriger le pays, auraient pu lui nuire sur le plan politique. Le 24 septembre 1955, alors qu'il était en vacances dans le Colorado, Eisenhower fut victime d'une sévère attaque cardiaque. Son médecin personnel, le docteur Howard Snyder, crut d'abord à une indigestion et ne se résolut à envoyer son patient à l'hôpital que douze heures plus tard, après qu'un cardiologue convoqué par lui eût diagnostiqué un infarctus du myocarde. Eisenhower fut hospitalisé durant six semaines et ne put reprendre le cours de ses activités habituelles qu'au début de l'année 1956. Durant sa convalescence, le vice-président Nixon, le secrétaire d'État Dulles et le chef de cabinet Adams expédièrent les affaires courantes tout en continuant à informer le président de l'actualité du moment. Quelques mois plus tard, en juin 1956, il fut opéré à la suite d'une inflammation de l'iléon qui le laissa très diminué pendant plusieurs semaines. Eisenhower fut également affaibli par un accident vasculaire cérébral en novembre 1957 mais il récupéra rapidement et sa santé fut généralement bonne jusqu'à la fin de son second mandat.

## Échéances électorales

### Élections de mi-mandat de 1954
En dépit d'un solide bilan de l'administration républicaine en matière de politique intérieure, les élections de mi-mandat de 1954 furent gagnées par les démocrates qui ravirent 17 sièges à la Chambre des représentants et deux au Sénat, regagnant ainsi la majorité dans les deux chambres du Congrès. Ce résultat fut fraîchement accueilli par Eisenhower qui, tout comme Nixon, n'avait pas ménagé sa peine au cours de la campagne en multipliant les discours et les déplacements à travers le pays. L'issue du scrutin conforta par ailleurs le président dans sa volonté d'accentuer l'ouverture du Parti républicain aux idées progressistes afin de concurrencer le programme démocrate hérité du New Deal.

### Élection présidentielle de 1956

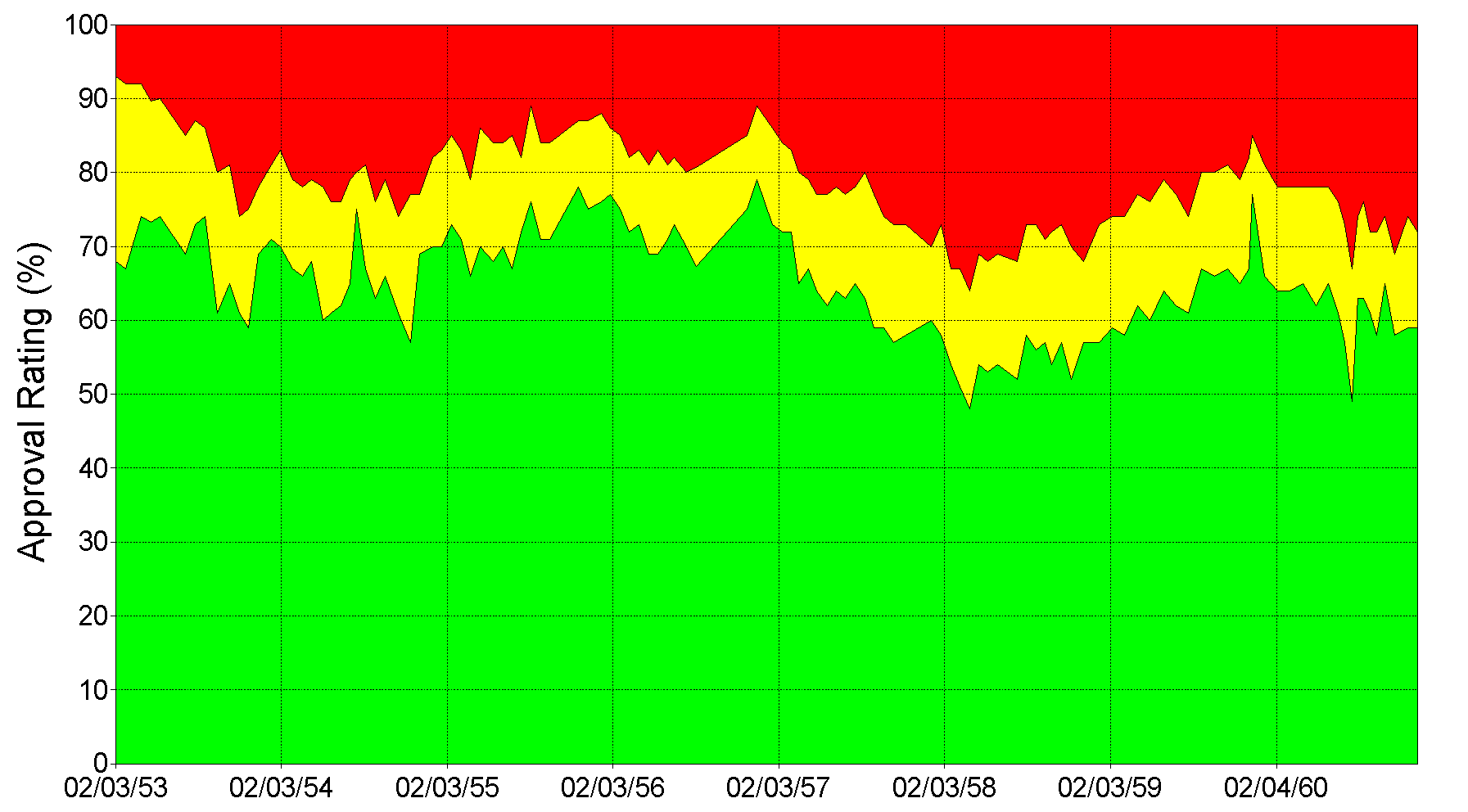
Cote de popularité d'Eisenhower sous sa présidence selon l'institut Gallup.

En juillet 1955, le magazine Time fit l'éloge du président pour avoir « apporté la prospérité à la nation », en soulignant que « dans les 29 mois qui se sont écoulés depuis l'arrivée de Dwight Eisenhower à la Maison-Blanche, un changement remarquable s'est produit dans le pays. La pression sanguine et la température ont diminué ; les terminaisons nerveuses se sont cicatrisées. Le nouveau ton pourrait être décrit en un seul mot : confiance ». Ce sentiment était reflété par la cote d'approbation d'Eisenhower qui, selon l'institut Gallup, oscilla entre 68 et 79 % au cours de l'année 1955. Alors que la crise cardiaque dont il avait été victime en septembre 1955 avait alimenté les spéculations sur son avenir politique, les nouvelles sur son état de santé se firent progressivement rassurantes et le président annonça en février 1956 qu'il était bel et bien candidat à sa réélection. Eisenhower avait certes envisagé un temps de n'accomplir qu'un seul mandat mais il s'était ravisé en constatant, parmi les personnalités démocrates ou républicaines susceptibles de lui succéder, qu'aucune ne trouvait grâce à ses yeux.
Ce constat était également valable pour Nixon dont le président estimait qu'il n'avait pas l'étoffe d'un vrai chef et souhaitait le remplacement en vue du scrutin de 1956. Pour ce faire, Eisenhower proposa à son vice-président d'intégrer le cabinet, par exemple en tant que secrétaire à la Défense, afin qu'il pût acquérir de l'expérience pour une éventuelle candidature en 1960, mais Nixon refusa cette offre et confirma son intention d'être à nouveau le colistier d'Eisenhower à moins que ce dernier ne lui demandât clairement de se désister. Eisenhower n'était cependant pas enclin à diviser son parti sur ce sujet et il ne chercha pas à s'opposer à la reconduction de Nixon, qui bénéficiait toujours d'une forte popularité chez les cadres du Parti républicain et auprès des simples électeurs. Eisenhower et Nixon furent ainsi confirmés à l'unanimité sur le ticket républicain à la convention nationale du parti de 1956.
Chez les démocrates, Adlai Stevenson, qui avait déjà affronté Eisenhower en 1952, décrocha la nomination dès le premier tour de scrutin malgré la forte concurrence du gouverneur de New York William Averell Harriman qui avait reçu le soutien de l'ancien président Truman. Le choix du colistier fut laissé à la convention par Stevenson qui n'avait exprimé aucune préférence en faveur d'un candidat en particulier ; les délégués jetèrent alors leur dévolu sur le sénateur du Tennessee Estes Kefauver qui l'emporta au second tour de scrutin sur son collègue du Massachusetts John F. Kennedy.

Résultats de l'élection présidentielle américaine de 1956.

Au cours de la campagne, Eisenhower mit en avant son bon bilan économique et ses réussites dans le domaine de la politique étrangère. Il accusa également les démocrates d'avoir fait obstruction à ses tentatives de réformes intérieures et se moqua de la proposition de Stevenson d'interdire les essais nucléaires. De leur côté, les démocrates eurent recours à des spots télévisés très critiques de l'administration en place mais qui ciblaient davantage Nixon qu'Eisenhower. La crise de Suez et l'insurrection hongroise furent au centre de l'actualité dans les dernières semaines de la campagne et incitèrent bon nombre d'Américains inquiets de la recrudescence des tensions internationales à faire cause commune avec leur président.
Le jour du scrutin, Eisenhower fut réélu avec une marge encore plus importante que quatre ans auparavant, obtenant 457 votes de grands électeurs (contre 73 pour Stevenson) et 57 % du vote populaire, soit 35 millions de voix. Le candidat républicain confirma sa percée de 1952 dans les électorats généralement acquis aux démocrates, en particulier chez les catholiques blancs des villes du Nord et du Sud, tout en réalisant un très bon score dans les populations des banlieues en pleine expansion. Par rapport à l'élection de 1952, Eisenhower perdit le Missouri mais récupéra le Kentucky, la Louisiane et la Virginie-Occidentale. Les enquêtes menées par les sondeurs auprès des électeurs républicains montrèrent que ces derniers avaient voté moins en fonction du bilan d'Eisenhower que par adhésion « à sa sincérité, son intégrité et son sens du devoir, ses vertus en tant que père de famille, sa dévotion religieuse et sa personnalité foncièrement attachante ». La victoire d'Eisenhower ne fut toutefois pas suffisante pour permettre aux républicains de ravir la majorité aux démocrates dans les deux chambres du Congrès.

### Élections de mi-mandat de 1958
L'économie, qui avait déjà commencé à décliner en 1957, entra en récession à partir de 1958 ― dans ce qui fut la plus grave crise économique de la présidence d'Eisenhower ― et le chômage atteignit un taux de 7,5 %. Cette situation, combinée au lancement de Spoutnik, à l'intervention des troupes fédérales à Little Rock et aux querelles sur le vote du budget, ne fut pas sans conséquence sur la popularité d'Eisenhower dont la cote d'approbation, mesurée par les sondages Gallup, passa de 79 % en février 1957 à 52 % en mars 1958. Quelques mois plus tard, un scandale éclata lorsqu'il fut révélé par un sous-comité de la Chambre des représentants que le chef de cabinet de la Maison-Blanche, Sherman Adams, avait accepté un onéreux présent de la part de Bernard Goldfine, un industriel du textile qui faisait l'objet d'une enquête de la Federal Trade Commission. Adams nia avoir interféré avec les investigations de la commission à la demande de Goldfine mais il fut contraint à la démission par Eisenhower en septembre 1958. À l'approche des élections de mi-mandat, les démocrates attaquèrent le président sur divers sujets tels que la course à l'espace ou la controverse relative à Adams mais le principal enjeu du scrutin était l'économie qui, à ce stade, n'avait pas encore renoué avec le dynamisme d'avant la crise. L'issue des élections fut largement favorable aux démocrates qui raflèrent quarante sièges à la Chambre et dix au Sénat. L'ampleur de la défaite du parti présidentiel fut telle que plusieurs hommes politiques républicains de premier plan, comme le sénateur de l'Ohio John Bricker et le chef de la minorité au Sénat William Knowland, ne furent pas réélus.

### Élection présidentielle de 1960

Résultats de l'élection présidentielle américaine de 1960.

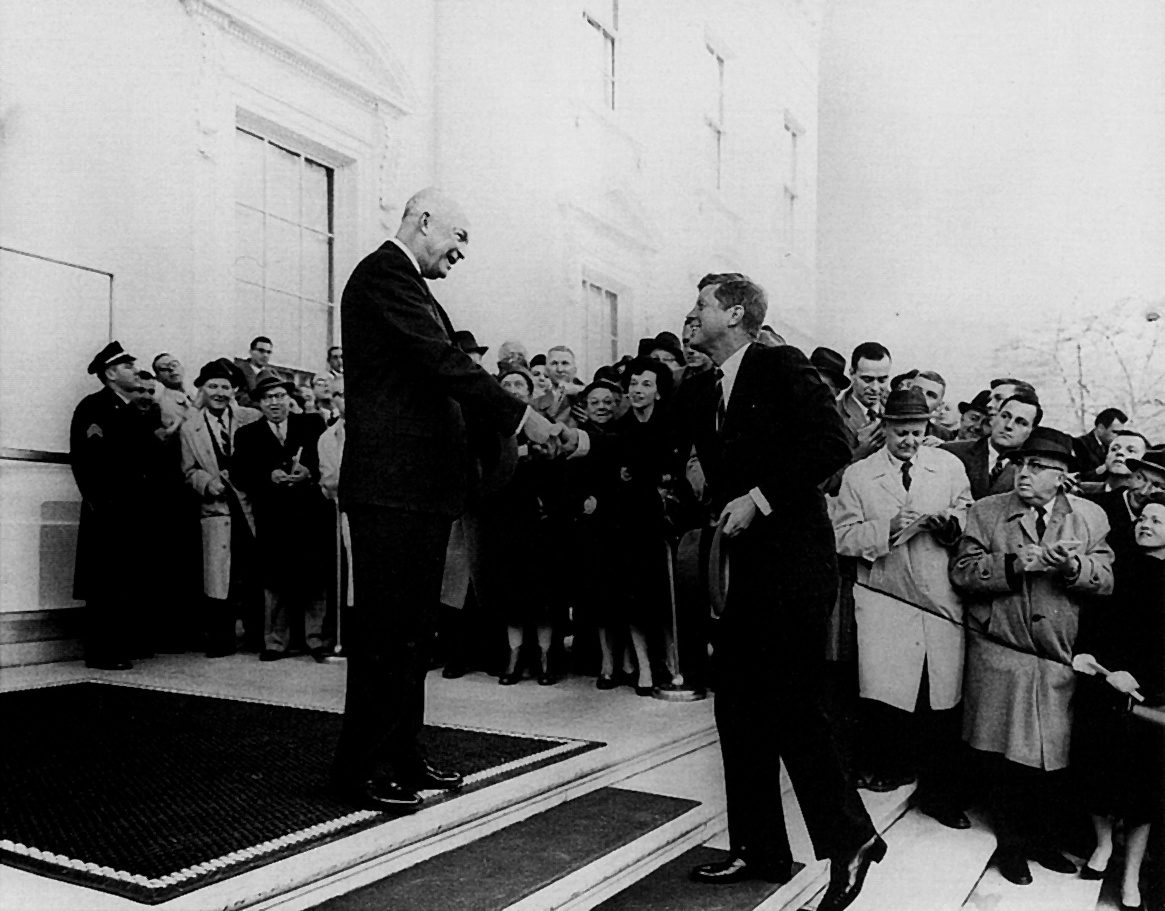
Rencontre entre le président Dwight D. Eisenhower et le président-élu John F. Kennedy à la Maison-Blanche, le 6 décembre 1960.

Le 22e amendement de la Constitution, ratifié en 1951, avait fixé à deux la limite du nombre de mandats présidentiels effectuables par un seul et même individu. Comme la disposition ne s'était pas appliquée à Truman, Eisenhower fut le premier président à être constitutionnellement empêché de solliciter un troisième mandat. Ce dernier n'en suivit pas moins avec attention le déroulement de l'élection de 1960 qui devait, à ses yeux, sanctionner le bilan de ses huit années de présidence. Il tenta également de persuader le secrétaire au Trésor Robert B. Anderson de briguer la nomination républicaine mais celui-ci déclina la proposition. Au cours des primaires organisées par le Parti républicain en vue du scrutin de 1960, Eisenhower soutint mollement la candidature de son vice-président, Richard Nixon ; à des journalistes qui lui demandaient s'il avait déjà appliqué une proposition de Nixon, il répondit sur le ton de la plaisanterie : « si vous me donnez une semaine, j'en trouverai peut-être une. Je ne m'en souviens pas ». Cela n'empêcha pas Nixon de décrocher facilement l'investiture de son parti face à son rival, le gouverneur de New York Nelson Rockefeller.
La campagne fut en grande partie dominée par la guerre froide et la situation économique. Le candidat démocrate était le sénateur du Massachusetts John F. Kennedy, dont le choix de Lyndon Johnson en tant que colistier était motivé par le souci de maintenir les États du Sud dans le giron démocrate. Kennedy imputa à l'administration un possible retard des États-Unis vis-à-vis de l'URSS en matière de technologie de missiles (missile gap) et promut des investissements gouvernementaux dans l'éducation, une augmentation du salaire minimum et la création d'un programme fédéral d'assurance santé pour les plus âgés. Nixon, de son côté, était déterminé à ce que sa victoire fût pleinement la sienne et il refusa d'impliquer Eisenhower dans sa campagne. Il fut cependant battu par Kennedy à l'issue d'un scrutin extrêmement serré, au grand dam d'Eisenhower.
Le président, qui avait secrètement fustigé au cours de la campagne l'inexpérience de Kennedy et sa proximité avec les « machines politiques », collabora cependant étroitement avec l'équipe démocrate pour assurer une transition pacifique du pouvoir. Il rencontra personnellement Kennedy à deux reprises et évoqua avec lui les grands dossiers politiques du moment, en particulier la menace représentée par Cuba. Le 17 janvier 1961, Eisenhower prononça son discours de fin de mandat qui fut retransmis à la télévision depuis le Bureau ovale. Dans cette allocution, il commença par évoquer la guerre froide : « nous sommes confrontés à une idéologie hostile d'envergure mondiale, athée par nature, impitoyable par ses objectifs et insidieuse par ses méthodes […] » ; il aborda ensuite le rôle des forces armées des États-Unis et l'augmentation des dépenses militaires sur lesquels il mit en garde ses concitoyens : « nous devons prendre garde à l'acquisition d'une influence illégitime, qu'elle soit recherchée ou non, par le complexe militaro-industriel ». La crainte qu'exprimait Eisenhower dans son discours était celle de voir le budget consacré à la Défense et le désir d'assurer pleinement la sécurité du pays empiéter sur d'autres objectifs tels que le développement d'une économie saine, l'amélioration des programmes sociaux et la protection des libertés individuelles.

## Postérité

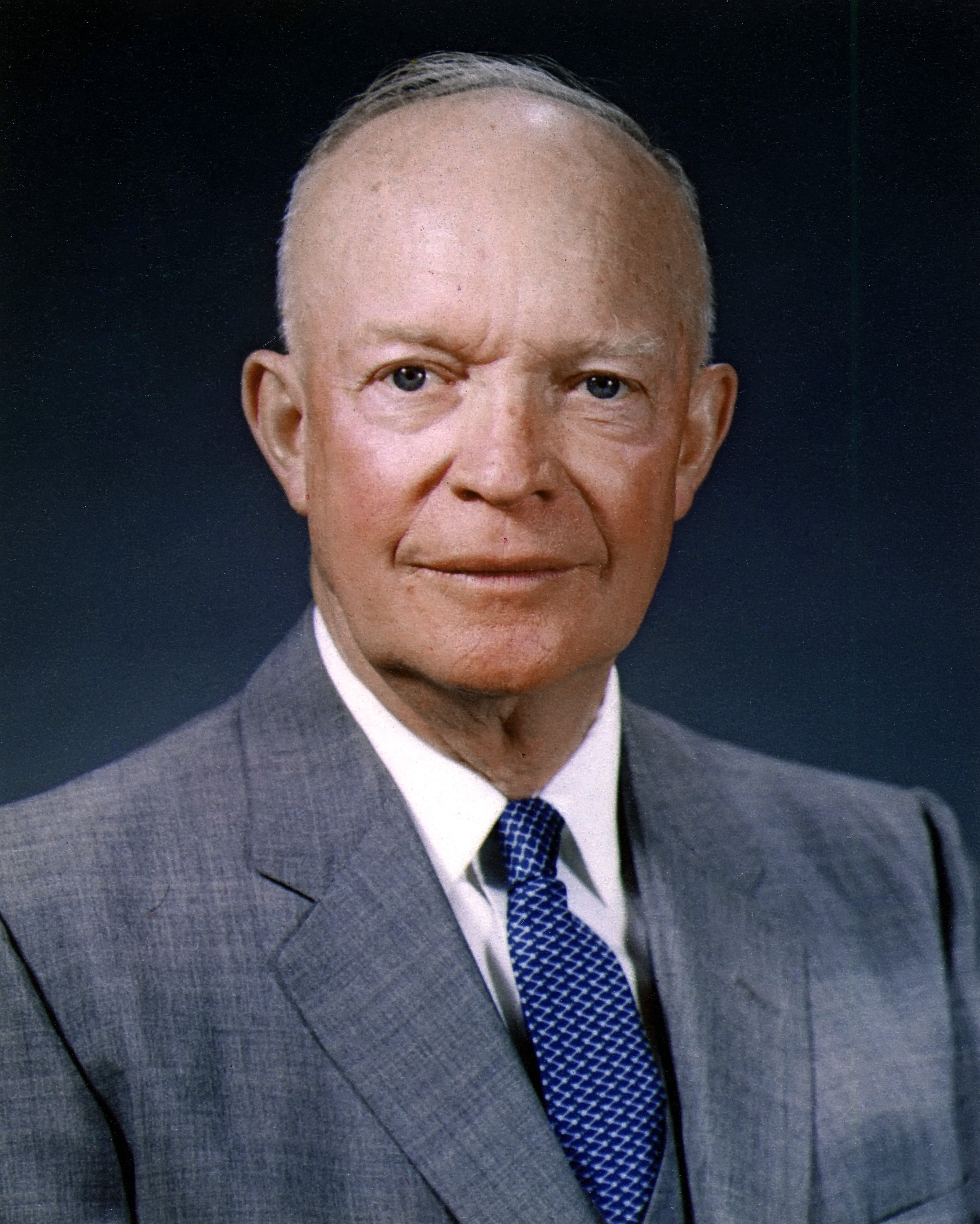
Le président Dwight D. Eisenhower en mai 1959.

Eisenhower était une figure populaire au moment de quitter ses fonctions. Dans les deux décennies qui suivirent son départ de la Maison-Blanche, les commentateurs estimaient cependant qu'il n'avait été, en fin de compte, qu'un président « inactif » dont la plupart des grandes décisions avaient en réalité été tranchées par ses collaborateurs. Paul Holbo et Robert W. Sellen soulignent ainsi que le portrait généralement véhiculé d'Eisenhower était, à cette date, celui d'un homme « avec un club de golf à la main et un large sourire insipide sur son visage. […] Les intellectuels progressistes le comparaient défavorablement à leur président de référence, Franklin D. Roosevelt. Ils donnaient à « Ike » des appréciations particulièrement défavorables pour son apparente distanciation de la vie politique, son refus de combattre publiquement le sénateur Joseph McCarthy et sa réticence à assumer la direction active du parti ». Les historiens des années 1960 étaient également très critiques de sa politique étrangère en estimant qu'Eisenhower était « un dirigeant aimable mais maladroit qui présida au « grand report » des dossiers cruciaux sur les plans national et international au cours des années 1950 ». 
Un changement de perception s'opéra toutefois lorsque les spécialistes eurent accès pour la première fois aux archives privées d'Eisenhower dans les années 1970. Les révélations qui en découlèrent modifièrent le regard des historiens qui furent dès lors « pratiquement unanimes à applaudir chez « Ike » la constance de son jugement mature, de sa prudence et de sa retenue » ainsi qu'« à célébrer son bilan remarquable dans le maintien de la paix au cours d'une ère exceptionnellement périlleuse des relations internationales ». Même un historien progressiste tel qu'Arthur Meier Schlesinger Jr., qui avait été jadis un fervent soutien d'Adlai Stevenson, ne put s'empêcher d'écrire : « les papiers d'Eisenhower […] modifient incontestablement l'ancienne image […]. Eisenhower a montré beaucoup plus d'énergie, d'intérêt, de confiance en soi, de détermination, de ruse et d'esprit de décision que beaucoup d'entre nous le supposaient dans les années 1950 ». Cette révision du consensus historique est évoquée par Jacques Portes qui note en 2010 que « des études récentes prouvent qu'il [Eisenhower] a joué un rôle réel, sachant faire avancer ses projets, avançant prudemment mais à coup sûr et appliquant des principes militaires pour se reposer sur ses subordonnés tout en prenant seul les décisions finales ».
La réputation d'Eisenhower atteignit son apogée au début des années 1980. À partir de 1985 s'initia une réaction post-révisionniste qui s'attacha à dresser un bilan plus complexe de son administration. Si un certain nombre de documents restés jusqu'alors inaccessibles montrèrent qu'Eisenhower avait su, par une gestion discrète, éviter au maximum les sujets controversés tout en maintenant son autorité sur le gouvernement, les historiens mirent aussi en évidence les limites de son action, en particulier son refus de soutenir avec fermeté la cause des droits civiques, sa réticence à fustiger publiquement le maccarthysme et son incapacité à endiguer l'escalade des tensions de la guerre froide. Pour Marion Delattre et Éric Nguyen, du point de vue de la politique étrangère, « la présidence d'Eisenhower s'achève sur un constat de semi-échec. Certes, les États-Unis n'ont connu aucun échec dans leur stratégie d'endiguement (à l'exception de Cuba) mais aucune avancée n'a été possible avec l'URSS ». Les enquêtes menées auprès des historiens et des politologues attribuent malgré tout à Eisenhower une place de choix au sein du classement des présidents américains. Il figurait ainsi en septième position dans un sondage effectué en 2018 au sein de l’American Political Science Association et fut même listé cinquième par une enquête de la chaîne de télévision C-SPAN en 2017.
L'historien John Lewis Gaddis résume l'évolution historiographique qu'a connu la présidence d'Eisenhower :

« Les historiens ont depuis longtemps abandonné l'idée que la présidence d'Eisenhower fut un échec. Après tout, il mit fin à la guerre de Corée sans s'engager dans aucune autre. Il stabilisa la rivalité soviéto-américaine, sans l'aggraver. Il renforça les alliances européennes tout en retirant son soutien au colonialisme européen. Il sauva le Parti républicain de l'isolationnisme et du maccarthysme. Il maintint la prospérité, équilibra le budget, encouragea l'innovation technologique, facilita (bien qu'à contrecœur) le mouvement des droits civiques et mit en garde, dans le discours d'adieu le plus mémorable depuis celui de Washington, contre un « complexe militaro-industriel » susceptible de compromettre les libertés de la nation. Il faudra attendre Reagan pour voir un autre président quitter ses fonctions avec un pareil sentiment du devoir accompli. »